# الأزمة الإنسانية في غزة (2023 – الآن)

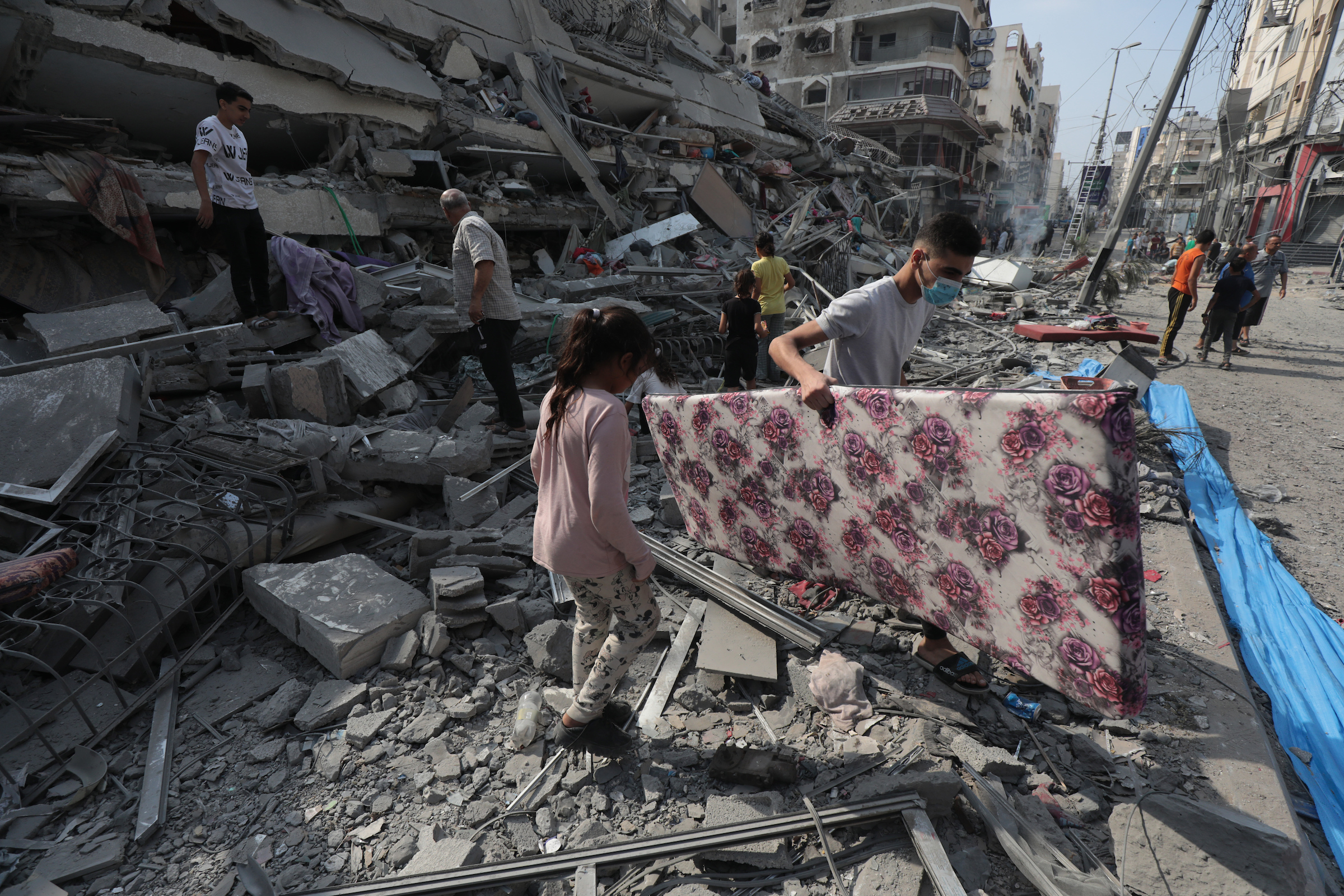
مواطنون يتفقدون أنقاض شقة دمرتها الغارات الجوية الإسرائيلية

يعاني قطاع غزة من أزمة إنسانية مستمرة نتيجة الحرب الفلسطينية الإسرائيلية 2023. في بداية الحرب، فرضت إسرائيل حصارًا شاملاً على القطاع، مما أدى إلى نقص كبير في الوقود والغذاء والأدوية والمياه والإمدادات الطبية الأساسية. وأدى هذا الحصار إلى انخفاض توفر الكهرباء بنسبة 90%، مما أثر على إمدادات الطاقة في المستشفيات ومحطات الصرف الصحي وإغلاق محطات تحلية المياه. وانتشرت حالات تفشي الأمراض على نطاق واسع في جميع أنحاء قطاع غزة. وقد أدى القصف العنيف من قبل الغارات الجوية الإسرائيلية إلى إلحاق أضرار كارثية بالبنية التحتية في غزة، والذي بدوره أدى إلى تفاقم الأزمة. وفي 21 مارس 2024 أظهرت صور أقمار صناعية حللها مركز الأقمار الصناعية التابع للأمم المتحدة، أن 35% من المباني في قطاع غزة دمرت أو تضررت بسبب الحرب الإسرائيلية على القطاع.
ووصف مفوض الأونروا فيليب لازاريني الوضع بأنه "يقشعر له الأبدان"، وذكرت منظمة الصحة العالمية أن الوضع "يخرج عن السيطرة". وقد حذرت منظمات مثل أطباء بلا حدود، والهلال الأحمر والصليب الأحمر، وبيان مشترك صادر عن اليونيسيف، ومنظمة الصحة العالمية، وبرنامج الأمم المتحدة الإنمائي، وصندوق الأمم المتحدة للسكان، وبرنامج الأغذية العالمي من حدوث انهيار إنساني خطير. وفي 26 أكتوبر/تشرين الأول، أعلنت المنظمة العالمية أن الأزمة الإنسانية والصحية في غزة "وصلت إلى أبعاد كارثية". في 8 نوفمبر/تشرين الثاني، وصف رئيس حقوق الإنسان بالأمم المتحدة، فولكر تورك، معبر رفح بأنه "بوابات كابوس حقيقي".
وفي 18 مارس 2024 أعلنت الأونروا ومصر أن السلطات الإسرائيلية رفضت السماح للمدير العام للوكالة فيليب لازاريني بدخول قطاع غزة، ووصفتا الخطوة بأنها غير مسبوقة، خاصة وأنها المرة الأولى التي يُمنع فيها لازاريني من دخول القطاع منذ توليه المنصب في عام 2020. وفي 19 مارس 2024 قال نائب المتحدث باسم وزارة الخارجية الأميركية إنه يجب على إسرائيل أن تسمح لمفوض وكالة الأونروا فيليب لازاريني بالدخول إلى قطاع غزة، وينبغي تمكين موظفي الوكالة من زيارة مناطق عملياتها بما في ذلك في غزة.
وفي 1 مايو 2024 صرح مسؤولون في وزارة الدفاع الأميركية "البنتاغون" أنه سيتم تشغيل الرصيف العائم الذي بناه الجيش الأميركي قبالة سواحل غزة في وقت مبكر من نهاية هذا الأسبوع"، حيث ستكون إجمالي عمليات التسليم عبر الطريق البحري في البداية نحو 90 شاحنة يوميا، ويمكن أن يزيد بسرعة إلى حوالي 150 شاحنة يوميا، وسيتم تحميل المنصات على شاحنات والتي ستكون بدورها محمولة على سفن أصغر تتجه إلى جسر معدني عائم ذو مسارين.

## الضحايا
وأفادت وزارة الصحة في غزة بمقتل أكثر من 4000 طفل في الشهر الأول من الحرب. وصرح الأمين العام للأمم المتحدة أنطونيو غوتيريس أن غزة "أصبحت بسرعة مقبرة للأطفال". وفي 12 مارس 2024 أعلن فيليب لازاريني، المفوض العام لوكالة الأونروا، أن عدد الأطفال الذين قتلوا بسبب الحرب الإسرائيلية المستمرة في قطاع غزة يفوق عددهم المسجل على مدى 4 أعوام في جميع النزاعات بالعالم، لافتا إلى أرقام الأمم المتحدة تُظهر أن 12 ألفا و193 طفلا قتلوا في نزاعات حول العالم بين عامي 2019 و2022. وفي 17 مارس 2024 قالت منظمة الأمم المتحدة للطفولة (اليونيسف) إن أكثر من 13 ألف طفل لقوا حتفهم في غزة جراء الهجوم الإسرائيلي، مضيفة أن العديد منهم يعانون من سوء تغذية حاد وليس لديهم حتى الطاقة للبكاء.
مارس 2024
وفي 16 مارس 2024 قالت وزارة الصحة الفلسطينية في قطاع غزة إن عدد ضحايا الهجمات الإسرائيلية على القطاع منذ 7 أكتوبر الماضي ارتفع إلى 31553 قتيلا و73546 جريحا غالبيتهم من الأطفال والنساء. وفي 17 مارس 2024 أعلنت وزارة الصحة الفلسطينية في غزة، ارتفاع حصيلة الضحايا في القطاع المحاصر إلى 31645 قتيلًا و73676 جريحًا منذ بدء العمليات في 7 أكتوبر. وفي 21 مارس 2024 أفادت مصادر طبية فلسطينية في غزة، بارتفاع عدد ضحايا العدوان الإسرائيلي على قطاع غزة إلى 31988 قتيلا و74188 جريحا منذ السابع من أكتوبر الماضي. وبينما يحتفل العالم بعيد الأم قالت جمعية الهلال الأحمر الفلسطيني، إن 37 أما فلسطينية يقتلن يوميا جراء القصف الإسرائيلي في قطاع غزة. وفي 23 مارس 2024 قالت وزارة الصحة الفلسطينية في غزة إن حصيلة الحرب الإسرائيلية على القطاع ارتفعت إلى 32 ألفاً و142 حالة وفاة و74 ألفاً و412 إصابة منذ 7 أكتوبر. وفي 24 مارس 2024 قالت وزارة الصحة بقطاع غزة، إن قوات الاحتلال الإسرائيلي قتلت 84 فلسطينياً وأصابت 106 آخرين في اليوم الـ 170 للحرب الإسرائيلية المستمرة ليرتفع عدد الضحايا إلى 32 ألفاً و226 قتيلاً و74 ألفاً و518 مصاباً. وفي 26 مارس 2024، قالت وزارة الصحة الفلسطينية في غزة، إن القوات الإسرائيلية ارتكبت 8 مجازر ضد العائلات في القطاع مما أدى لاستشهاد 81 شخصا وإصابة 93 آخرين، لترتفع حصيلة ضحايا الحرب الإسرائيلية إلى 32414 قتيلًا و74787 جريحًا، منذ 7 أكتوبر 2023. وفي 28 مارس 2024 قالت وزارة الصحة في قطاع غزة إن 62 فلسطينياً سقطوا وأصيب 91 آخرون خلال الـ24 ساعة الماضية ليرتفع عدد ضحايا الحرب الإسرائيلية منذ 7 أكتوبر إلى 32 ألفاً و552 قتيلا و74 ألفاً و980 مصابا. وفي 30 مارس 2024 أعلنت وزارة الصحة الفلسطينية في غزة ارتفاع عدد ضحايا الحرب الإسرائيلية إلى 32705 قتيلا و75190 مصابا منذ 7 أكتوبر 2023، مشيرة إلى أن القوات الإسرائيلية ارتكبت 8 مجازر لعائلات في القطاع أسفرت عن 82 شهيدا و98 إصابة خلال الـ24 الماضية. وفي 31 مارس 2024 أفادت وزارة الصحة في غزة، أن القوات الإسرائيلية ارتكبت 8 مجازر خلال الـ24 ساعة الماضية مما أدى إلى سقوط 77 شهيدا و108 إصابة لترتفع حصيلة العدوان الإسرائيلي على القطاع إلى 32782 قتيلا و75298 مصابا منذ 7 أكتوبر. وقال المكتب الإعلامي الحكومي في غزة، إن صحفياً آخر سقط في قصف إسرائيلي على منزله في مخيم المغازي بوسط القطاع ليرتفع عدد الضحايا من الصحفيين إلى 137 صحافياً منذ بدء الحرب الإسرائيلية على غزة.
أبريل 2024
وفي 1 أبريل 2024 قالت وزارة الصحة في غزة إن 63 فلسطينياً سقطوا وأصيب 94 آخرون ليرتفع عدد الذين سقطوا منذ بداية الحرب الإسرائيلية في 7 أكتوبر 2023 ارتفع إلى 32 ألفاً و845 فلسطينياً، بينما زاد عدد المصابين إلى 75 ألفاً و392 فلسطينياً. وأفادت مصادر طبية تابعة لحماس بالعثور على 300 قتيل بعد انسحاب القوات الإسرائيلية من مجمع الشفاء في مدينة غزة. وفي 2 أبريل 2024 ارتفعت حصيلة ضحايا الحرب الإسرائيلية على القطاع إلى 32 ألفاً و916 شخصاً، غالبيتهم من النساء والأطفال، وذلك بعدما أودت الهجمات الإسرائيلية بحياة 71 شخصاً في آخر 24 ساعة. وفي 2 أبريل 2024 قالت الأمم المتحدة إن ما لا يقل عن 196 من العاملين في المجال الإنساني سقطوا في قطاع غزة منذ بداية الحرب الإسرائيلية في 7 أكتوبر الماضي. وفي 3 أبريل 2024 ارتكب القوات الإسرائيلية 5 مجازر في قطاع غزة أسفر عن 59 قتيلا و83 جريحا، خلال 24 ساعة ليرتفع عدد الضحايا إلى 32975 قتيلا و75577 مصابا. وفي 4 أبريل 2024 قالت وزارة الصحة الفلسطينية في غزة إن الجيش الإسرائيلي خلال 24 ساعة ارتكب 6 مجازر أسفرت عن سقوط 62 قتيلا و91 إصابة ليرتفع عدد الضحايا إلى 33037 قتيلا و75668 جريحا منذ 7 أكتوبر الماضي. وفي 5 أبريل 2024 أعلنت وزارة الصحة الفلسطينية في غزة أن الجيش الإسرائيلي ارتكب 5 مجازر أسفرت عن سقوط 54 شهيدا و82 إصابة خلال 24 ساعة مما أدى إلى ارتفاع حصيلة الهجمات الإسرائيلية إلى 33091 قتيلا و75750 جريحا منذ 7 أكتوبر. وفي 6 أبريل 2024 قالت وزارة الصحة في غزة إن 46 فلسطينياً سقطوا وأصيب 65 آخرين ليرتفع ضحايا الحرب الإسرائيلية على القطاع منذ 7 أكتوبر إلى 33137 قتيلا و 75815 مصاباً. وفي 7 أبريل 2024 أعلنت وزارة الصحة الفلسطينية في غزة ارتفاع عدد ضحايا الهجمات الإسرائيلية على القطاع إلى 33175 قتيلا و75886 مصاباً وذلك في اليوم الـ184 للحرب. وفي 8 أبريل 2024 قالت وزارة الصحة في غزة إن جثامين 32 قتيلا و47 مصابا وصلت إلى المستشفيات خلال 24 ساعة، ليرتفع عدد ضحايا الهجوم العسكري الإسرائيلي على القطاع إلى 33207 قتيلا و75933 مصابا منذ 7 أكتوبر. وفي 9 أبريل 2024 أعلنت وزارة الصحة الفلسطينية في غزة التقرير الإحصائي اليومي لعدد ضحايا العدوان الإسرائيلي المستمر منذ 7 أكتوبر حيث قتل 153 فلسطينيا وأصيب 60 آخرين خلال 24 ساعة، لترتفع حصيلة الحرب إلى 3360 قتيلا و75993 إصابة. وأفادت طواقم الدفاع المدني في قطاع غزة أنها انتشلت جثامين 409 أشخاص من مجمع الشفاء الطبي ومحيطه ومحافظة خان يونس منذ انسحاب القوات الإسرائيلية من كلا المنطقتين. وفي 10 أبريل 2024 أول أيام عيد الفطر أعلنت وزارة الصحة الفلسطينية في غزة، أن المستشفيات استقبلت جثامين 122 ضحية و56 مصاباً لترتفع حصيلة ضحايا الهجمات الإسرائيلية إلى 33482 قتيلا و76049 مصاباً. وفي 12 أبريل 2024 قالت وزارة الصحة الفلسطينية في غزة إن عدد ضحايا الحرب الإسرائيلية ارتفع إلى 33634 قتيلا و76214 مصاباً منذ 7 أكتوبر الماضي، وذلك بعدما ارتكبت قوات الاحتلال خلال الـ24 ساعة الماضية 8 مجازر أدت إلى مقتل 89 فلسطينيا وإصابة 120 آخرين. وفي 13 أبريل 2024 أعلنت وزارة الصحة الفلسطينية في غزة ارتفاع عدد ضحايا الحرب الإسرائيلية إلى 33686 قتيلا و76309 مصابا، مشيرة إلى أن مستشفيات القطاع استقبلت في اليوم 190 للحرب جثامين 52 ضحية و95 مصاباً. وفي 14 أبريل 2024 قالت وزارة الصحة الفلسطينية في غزة إن حصيلة ضحايا الحرب الإسرائيلية على القطاع ارتفع إلى 33729 شهيداً و76371 مصاباً بعدما ارتكبت قوات الاحتلال 4 مجازر راح ضحيتها 43 شهيداً و62 مصابا خلال الـ24 ساعة الماضية. أفادت وزارة الصحة الفلسطينية بأن إسرائيل قتلت 464 فلسطينياً في الضفة الغربية وأصابت 4800 فلسطينيا منذ 7 أكتوبر الماضي. وفي 15 أبريل 2024 قالت وزارة الصحة الفلسطينية في غزة إن مستشفيات القطاع استقبلت جثامين 68 فلسطينياً قتلتهم غارات إسرائيلية خلال الـ 24 ساعة الماضية مما أدى لارتفاع حصيلة ضحايا الحرب التي دخلت يومها الـ192 إلى 33797 قتيلا و76465 مصابا. وفي 16 أبريل 2024 قالت وزارة الصحة الفلسطينية في غزة إن عدد ضحايا الهجمات الإسرائيلية ارتفع إلى 33843 فلسطينياً و76575 مصاباً وذلك بعدما ارتكبت قوات الاحتلال في اليوم الـ 193 من الحرب 5 مجازر أدت إلى سقوط 46 شهيداً و 110 إصابة. وفي 17 أبريل 2024 ذكرت وزارة الصحة الفلسطينية في غزة أن عدد ضحايا الحرب الإسرائيلية ارتفع إلى 33899 فلسطينياً و76664 مصاباً، بعدما ارتكبت قوات الاحتلال 6 مجازر أسفرت عن سقوط 56 شهيداً و89 إصابة في اليوم 194 من الحرب. وفي 18 أبريل 2024 قالت وزارة الصحة في غزة إن عدد ضحايا الهجوم العسكري الإسرائيلي على القطاع منذ 7 أكتوبر ارتفع إلى 33970 قتيلاً و76770 مصاباً. وفي 19 أبريل 2024 قالت وزارة الصحة في غزة إن عدد ضحايا الحرب الإسرائيلية على القطاع منذ 7 أكتوبر الماضي ارتفع إلى 34012 فلسطينيا و76833 مصاباً. وفي 20 أبريل 2024 أفادت وزارة الصحة في غزة بارتفاع ضحايا الحرب الإسرائيلية على القطاع منذ 7 أكتوبر إلى 34049 فلسطينياً و76901 مصاباً. وفي 20 أبريل 2024 قال الهلال الأحمر الفلسطيني إن 14 فلسطينياً قتلوا في عملية عسكرية إسرائيلية في مخيم نور شمس قرب طولكرم بالضفة الغربية المحتلة. وفي 21 أبريل 2024 أفادت وزارة الصحة في غزة بارتفاع عدد ضحايا الحرب الإسرائيلية منذ 7 أكتوبر إلى 34097 فلسطينياً و76980 مصاباً. وفي 21 أبريل 2024 أفاد المدير العام للمكتب الإعلامي الحكومي في غزة باكتشاف مقبرتين جماعيتين بمستشفى ناصر في خان يونس، مشيراً إلى العثور على جثث دون رؤوس وأجساد دون جلود وبعضهم سرقت أعضاؤهم. وفي 22 أبريل 2024 قالت إدارة خدمات الطوارئ في غزة إنه عُثر على 73 جثة جديدة من مقبرة جماعية بمستشفى ناصر بخان يونس بجنوب قطاع ليرتفع العدد الذي عُثر عليه خلال الأسبوع الماضي إلى 283 جثة. وفي 22 أبريل 2024 قالت وزارة الصحة في غزة إن حصيلة ضحايا الحرب الإسرائيلية منذ 7 أكتوبر ارتفعت إلى 34151 فلسطينياً و77084 مصاباً. وفي 23 أبريل 2024 دعا مكتب حقوق الإنسان التابع للأمم المتحدة إلى إجراء تحقيق دولي في المقابر الجماعية المكتشفة في مجمعي الشفاء وناصر بغزة، مشيرا إلى أن تدمير أكبر مجمعين طبيين في القطاع أمر مرعب. وفي 24 أبريل 2024 ارتفع عدد ضحايا الحرب الإسرائيلية على غزة منذ 7 أكتوبر إلى 34262 شهيداً و77229 مصاباً بعد أن قتل الاحتلال خلال الـ24 ساعة الأخيرة 79 شخصاً، حسبما ذكرت وزارة الصحة في القطاع. وفي 25 أبريل 2024 أفادت وزارة الصحة الفلسطينية في غزة بارتفاع عدد ضحايا الحرب الإسرائيلية على القطاع إلى 34305 فلسطينياً و77293 مصاباً. وفي 26 أبريل 2024 أعلنت وزارة الصحة في غزة، الجمعة، ارتفاع ضحايا الحرب الإسرائيلية إلى 34356 شهيداً و77368 مصاباً جراء الهجمات المستمرة منذ 7 أكتوبر. وفي 27 أبريل 2024 أعلنت وزارة الصحة في قطاع غزة ارتفاع حصيلة ضحايا الحرب الإسرائيلية على القطاع إلى 34388 شهيداً و77437 مصاباً منذ 7 أكتوبر. وفي 28 أبريل 2024 أعلنت وزارة الصحة في غزة ارتفاع حصيلة ضحايا الحرب الإسرائيلية إلى 34454 فلسطينياً غالبيتهم من النساء والأطفال، و77575 مصاباً منذ 7 أكتوبر. وفي 29 أبريل 2024 أعلنت وزارة الصحة في غزة ارتفاع عدد ضحايا الحرب الإسرائيلية المستمرة منذ 7 أكتوبر إلى 34488 فلسطينياً و77643 مصاباً. كشف تقرير لصحيفة "وول ستريت جورنال" الأميركية، أن عدد القتلى الفلسطينيين جراء الحرب الإسرائيلية على غزة والذي تعلنه السلطات الصحية في القطاع قد يكون أقل بكثير من العدد الحقيقي؛ لأنها لم تعد قادرة على إحصاء جميع القتلى، فالمستشفيات وخدمات الطوارئ والاتصالات تعمل بالكاد كما يعد انتشال الجثث من العدد الهائل من المباني المنهارة مهمة ضخمة وصعبة مع استمرار الحرب. وفي 30 أبريل 2024 أعلنت وزارة الصحة في غزة ارتفاع ضحايا الحرب الإسرائيلية على القطاع إلى 34535 شهيداً، و77704 مصاباً منذ 7 أكتوبر. وفي 30 أبريل 2024 أفادت إدارة الدفاع المدني بغزة أن أكثر من 10 آلاف مفقود ما زالوا تحت الأنقاض منذ بدء الحرب الإسرائيلية في 7 أكتوبر، متوقعة أن يستغرق البحث عن المفقودين تحت الركام بالوسائل البدائية بين 2 و 3 سنوات. وفي 30 أبريل 2024 قالت وكالة الأونروا، إن إسرائيل أرسلت 225 جثماناً إلى غزة في 3 حاويات منذ ديسمبر 2023 وتم تسليمهم إلى السلطات الصحية المحلية لدفنها، ولم يتوافر تفاصيل عن ظروف وفاتهم.
مايو 2024
وفي 1 مايو 2024 أعلنت وزارة الصحة في غزة، ارتفاع أعداد ضحايا الحرب الإسرائيلية منذ 7 أكتوبر إلى 34568 فلسطينياً أغلبهم من النساء والأطفال و77765 مصاباً. وفي 2 مايو 2024 أعلنت وزارة الصحة في غزة أن القوات الإسرائيلية قتلت 28 فلسطينياً وأصابت 51 آخرين في اليوم الـ209 للحرب ليرتفع عدد الضحايا إلى 34596 شخصاً و77816 مصاباً. وفي 2 مايو 2024 صرحت هيئة الأسرى ونادي الأسير إن الطبيب الفلسطيني عدنان أحمد عطية البرش رئيس قسم العظام في مستشفى الشفاء توفي في سجن إسرائيلي بعد أكثر من 4 أشهر من الاعتقال، وحملت الجمعيتان إسرائيل مسؤولية وفاته. وفي 3 مايو 2024 أعلنت وزارة الصحة في غزة ارتفاع عدد ضحايا الحرب الإسرائيلية على القطاع إلى 34622 فلسطينياً و77867 مصاباً. وفي 4 مايو 2024 أفادت وزارة الصحة الفلسطينية في غزة بأن حصيلة الضحايا في اليوم 211 للحرب الإسرائيلية على القطاع ارتفعت إلى 34654 فلسطينياً و77908 مصاباً. وفي 5 مايو 2024 أعلنت وزارة الصحة في غزة ارتفاع عدد ضحايا الحرب الإسرائيلية على القطاع  منذ 7 أكتوبر إلى 34683 فلسطينياً أغلبهم من النساء والأطفال، و78018 مصاباً. وفي 6 مايو 2024 ارتفعت حصيلة القتلى في غزة إلى 34735 فلسطينياً غالبيتهم من المدنيين وبلغ إجمالي عدد المصابين 78108 مصاباً منذ بدء الحرب الإسرائيلية في 7 أكتوبر، وفق ما أفادت وزارة الصحة الفلسطينية بغزة. وفي 7 مايو 2024 أفادت وزارة الصحة الفلسطينية في غزة بأن عدد ضحايا الحرب الإسرائيلية على القطاع ارتفع إلى 34789 فلسطينياً و78204 مصاباً منذ 7 أكتوبر. وفي 8 مايو 2024 أفادت وزارة الصحة في غزة بارتفاع ضحايا الحرب الإسرائيلية إلى 34844 شهيداً و78404 مصاباً منذ 7 أكتوبر. وأفاد مكتب الإعلام الحكومي في غزة بأن الطواقم الطبية في القطاع عثرت على مقبرة جماعية ثالثة داخل مجمع الشفاء الطبي، انتشلت منها 49 جثة حتى الآن. وفي 9 مايو 2024  أفادت وزارة الصحة في غزة بأن عدد ضحايا الحرب الإسرائيلية على القطاع ارتفع إلى 34904 فلسطينيا منذ 7 أكتوبر الماضي. وفي11  مايو 2024 أعلنت وزارة الصحة في غزة ارتفاع عدد ضحايا الحرب الإسرائيلية على القطاع إلى 34971 فلسطينياً أغلبهم من النساء والأطفال، و78641 مصاباً منذ 7 أكتوبر الماضي. وأفادت وكالة الأنباء الفلسطينية بأن رجال الدفاع المدني انتشلوا 80 جثة من 3 مقابر جماعية في ساحات مجمع الشفاء الطبي غرب غزة، إضافة إلى عشرات الجثث داخل أقسام المجمع ما زال العمل على انتشالها. وفي 12 مايو 2024 أفادت وزارة الصحة في غزة أن حصيلة ضحايا الحرب الإسرائيلية منذ 7 أكتوبر ارتفعت إلى 35034 قتيلاً و78755 مصاباً. وفي 13 مايو 2024 ارتفع عدد ضحايا الهجمات الإسرائيلية على قطاع غزة إلى 35091 فلسطينياً مع دخول الحرب يومها الـ220. وفي 14 مايو 2024 أعلنت وزارة الصحة في غزة ارتفاع عدد ضحايا الحرب الإسرائيلية منذ 7 أكتوبر إلى 35173 قتيلاً و79061 مصاباً. وفي 14 مايو 2024 ردت منظمة الصحة العالمية على تشكيك إسرائيل في إحصاءات وزارة الصحة في غزة لعدد القتلى جراء الحرب الإسرائيلية على القطاع، وعبرت عن ثقتها الكاملة في إحصاءات صحة غزة لعدد القتلى. وفي 15 مايو 2024 أفاد التقرير الإحصائي اليومي لوزارة الصحة في غزة بارتفاع ضحايا الهجوم البري الإسرائيلي على القطاع في يومه الـ 222 إلى 35233 قتيلاً و79141 مصاباً. وفي 16 مايو 2024 أفادت وزارة الصحة في غزة بأن الهجوم الإسرائيلي على القطاع تسبب في مقتل 35272 فلسطينياً و79205 مصاباً منذ 7 أكتوبر. وفي 17 مايو 2024 أفادت وزارة الصحة في غزة أن حصيلة الحرب الإسرائيلية على القطاع ارتفعت إلى 35303 قتيلا و79261 مصابا منذ 7 أكتوبر. وفي 18 مايو 2024 أعلنت وزارة الصحة في غزة أن حصيلة ضحايا الحرب الإسرائيلية على قطاع غزة ارتفعت إلى 35386 فلسطينياً. وفي 19 مايو 2024 قالت وزارة الصحة في غزة إن حصيلة ضحايا الحرب الإسرائيلية ارتفعت إلى 35456 فلسطينياً و79476 مصاباً منذ 7 أكتوبر. وفي 20 مايو 2024 أعلنت وزارة الصحة في غزة ارتفاع عدد ضحايا الحرب الإسرائيلية منذ 7 أكتوبر إلى 35562 فلسطينياً أغلبهم من النساء والأطفال و79652 مصاباً. وفي 21 مايو 2024 أفادت وزارة الصحة في غزة أن حصيلة الحرب الإسرائيلية على القطاع منذ 7 أكتوبر ارتفعت إلى 35647 قتيلاً و79852 جريحاً. وفي 22 مايو 2024 أعلنت وزارة الصحة في غزة ارتفاع حصيلة ضحايا الحرب الإسرائيلية منذ 7 أكتوبر إلى 35709 فلسطينياً و79990 مصاباً. وفي 24 مايو 2024 أعلنت وزارة الصحة في غزة ارتفاع عدد ضحايا الحرب الإسرائيلية إلى 35857 فلسطينياً، وأكثر من 80 ألف مصاباً. وفي 25 مايو 2024 أفادت وزارة الصحة في غزة ارتفاع عدد ضحايا الحرب الإسرائيلية إلى 35903 فلسطينياً أغلبهم من النساء والأطفال، و80420 مصاباً منذ 7 أكتوبر. وفي 26 مايو 2024 قالت وزارة الصحة في غزة إن حصيلة الحرب الإسرائيلية على القطاع ارتفعت إلى 35984 قتيلا و80643 جريحاً. وفي 27 مايو 2024 قالت وزارة الصحة في غزة إن عدد ضحايا الهجمات الإسرائيلية على القطاع ارتفع إلى 36050 فلسطينياً و81026 مصاباً منذ 7 أكتوبر الماضي. وفي 28 مايو 2024 أفادت وزارة الصحة في غزة بارتفاع عدد ضحايا الحرب الإسرائيلية على القطاع إلى 36096 فلسطينياً أغلبهم من النساء والأطفال، و81136 مصاباً. وفي 29 مايو 2024 قالت وزارة الصحة في غزة إن عدد الفلسطينيين الذين قتلوا في الهجمات الإسرائيلية منذ 7 أكتوبر ارتفع إلى 36171 شخصاً و81420 جريحاً. وفي 30 مايو 2024 أعلنت وزارة الصحة في غزة ارتفاع عدد ضحايا الحرب الإسرائيلية على القطاع منذ 7 أكتوبر إلى 36224 فلسطينياً أغلبهم من النساء والأطفال، و81777 مصاباً. وفي 31 مايو 2024 أعلنت وزارة الصحة في غزة ارتفاع عدد ضحايا الحرب الإسرائيلية منذ 7 أكتوبر إلى 36284 ضحية و82057 مصاباً.
يونيو 2024
وفي 1 يونيو 2024 أعلنت وزارة الصحة في غزة إن القوات الإسرائيلية قتلت 95 فلسطينياً خلال آخر 24 ساعة، ما رفع عدد الضحايا إلى 63379 ضحية و82407 مصاباً. وفي 2 يونيو 2024 أعلنت وزارة الصحة في غزة ارتفاع حصيلة ضحايا الحرب الإسرائيلية على القطاع منذ 7 أكتوبر إلى 36439 فلسطينياً و82627 جريحاً. وفي 3 يونيو 2024 أفادت وزارة الصحة في غزة بأن حصيلة الضحايا في اليوم 241 للحرب الإسرائيلية المستمرة ارتفع إلى 36479 ضحية و82777 مصاباً. وفي 4 يونيو 2024 قالت وزارة الصحة في غزة إن عدد ضحايا الحرب الإسرائيلية ارتفع إلى 36550 فلسطينياً و82959 مصاباً منذ 7 أكتوبر. وفي 5 يونيو 2024 أعلنت وزارة الصحة في غزة ارتفاع الحصيلة الإجمالية للحرب الإسرائيلية على القطاع بعد مرور 243 يوماً إلى 36586 ضحية و83074 إصابة. وفي 6 يونيو 2024 قالت وزارة الصحة في غزة إن الجيش الإسرائيلي قتل 36654 فلسطينياً، وأصاب 83309 آخرين منذ 7 أكتوبر الماضي. وفي 7 يونيو 2024 أعلنت وزارة الصحة في غزة ارتفاع حصيلة ضحايا الحرب الإسرائيلية على القطاع إلى 36731 فلسطينياً غالبيتهم من المدنيين و83530 جريحاً منذ 7 أكتوبر. وفي 8 يونيو 2024 أفادت وزارة الصحة في غزة بارتفاع عدد ضحايا الحرب الإسرائيلية على القطاع إلى 36801 فلسطينياً و83680 مصاباً منذ 7 أكتوبر الماضي. وفي 9 يونيو 2024 ذكرت وزارة الصحة في غزة في البيان الإحصائي لليوم 247 من الحرب الإسرائيلية أن قوات الاحتلال قتلت 283 شهيداً في آخر 24 ساعة، ما رفع حصيلة الضحايا إلى 37084 فلسطينياً، و84494 مصاباً. وفي 10 يونيو 2024 أعلنت وزارة الصحة في غزة ارتفاع حصيلة ضحايا الحرب الإسرائيلية على القطاع إلى 37124 فلسطينياً، و84712 مصاباً. وفي 11 يونيو 2024 أعلنت وزارة الصحة في غزة ارتفاع عدد ضحايا الحرب الإسرائيلية على القطاع منذ 7 أكتوبر الماضي، إلى 37164 جريحاً و84832 مصاباً. وفي 12 يونيو 2024 أفادت وزارة الصحة في غزة بارتفاع عدد ضحايا الحرب الإسرائيلية على القطاع منذ 7 أكتوبر الماضي إلى 37202 فلسطينياً و84932 مصاباً. وفي 13 يونيو 2024 قالت وزارة الصحة في غزة إن حصيلة ضحايا الحرب الإسرائيلية على القطاع ارتفعت إلى 37232 فلسطينياً و85037 مصاباً منذ 7 أكتوبر. وفي 14 يونيو 2024 أعلنت وزارة الصحة في غزة في تقريرها الإحصائي اليومي، إن حصيلة ضحايا الحرب الإسرائيلية المتواصلة منذ 252 يوما، ارتفعت إلى 37266 قتيلاً و85102 جريحاً. وفي 15 يونيو 2024 أفادت وزارة الصحة في غزة بأن حصيلة ضحايا الحرب الإسرائيلية ارتفعت إلى 37296 فلسطينياً و85197 مصاباً منذ 7 أكتوبر. وفي 16 يونيو 2024 أعلنت وزارة الصحة في غزة بأول أيام عيد الأضحى، أن حصيلة ضحايا الحرب الإسرائيلية ارتفعت إلى 37337 فلسطينياً و85299 مصاباً. وفي 17 يونيو 2024 قالت وزارة الصحة في غزة في تقريرها الإحصائي اليومي إن حصيلة ضحايا الحرب الإسرائيلية ارتفعت إلى 37347 قتيلا و85372 مصابا منذ 7 أكتوبر الماضي. وفي 18 يونيو 2024 أفادت مصادر طبية في غزة بأن حصيلة ضحايا الحرب الإسرائيلية على القطاع، منذ 7 أكتوبر الماضي، ارتفعت إلى 37372 قتيلاً و85452 جريحاً. وفي 19 يونيو 2024 قالت وزارة الصحة في غزة إن عدد ضحايا الحرب الإسرائيلية منذ 7 أكتوبر ارتفع إلى 37396 شهيداً و85523 مصاباً. وفي 20 يونيو 2024 أعلنت وزارة الصحة في غزة ارتفاع عدد الضحايا الفلسطينيين جرّاء الحرب الإسرائيلية على القطاع منذ 7 أكتوبر الماضي، إلى 37431 شهيداً و85653 مصاباً. وفي 22 يونيو 2024 أفادت وزارة الصحة في غزة بارتفاع حصيلة الحرب الإسرائيلية إلى 37551 قتيلاً، و85911 مصاباً منذ بدء الحرب في 7 أكتوبر. وفي 23 يونيو 2024 أعلنت وزارة الصحة في غزة ارتفاع حصيلة القتلى جراء الحرب الإسرائيلية المستمرة منذ 7 أكتوبر إلى 37598 فلسطينياً غالبيتهم من الأطفال والنساء، و86032 مصاباً. وفي 24 يونيو 2024 قالت وزارة الصحة في غزة إن عدد الضحايا الفلسطينيين في الحرب الإسرائيلية منذ 7 أكتوبر ارتفع إلى 37626 شهيداً و86098 مصاباً. وفي 25 يونيو 2024 أفادت وزارة الصحة في غزة بارتفاع عدد ضحايا الحرب الإسرائيلية المستمرة منذ 7 أكتوبر الماضي إلى 37658 ضحية. وفي 26 يونيو 2024، في اليوم 264 من الحرب الإسرائيلية على غزة، قالت وزارة الصحة في القطاع إن حصيلة الضحايا ارتفع إلى 37718 ضحية و86377 مصابا. وفي 27 يونيو 2024، أعلنت وزارة الصحة في غزة، أن حصيلة قتلى الحرب الإسرائيلية المستمرة منذ أكثر من 8 أشهر، ارتفعت إلى 37765 شهيداً على الأقل، و86429 مصاباً. وفي 29 يونيو 2024 أفادت وزارة الصحة في غزة بارتفاع حصيلة ضحايا الحرب الإسرائيلية إلى 37834 فلسطينياً و86858 مصاباً. وأعلن قطاع تأهيل الأشخاص ذوي الإعاقة في شبكة المنظمات الأهلية الفلسطينية أن الحرب الإسرائيلية خلفت نحو 10 آلاف معاق في قطاع غزة. وفي 30 يونيو 2024 أعلنت وزارة الصحة في غزة ارتفاع حصيلة ضحايا الحرب الإسرائيلية إلى 37877 فلسطينياً و86969 مصاباً.
يوليو 2024
وفي 1 يوليو 2024 أفادت وزارة الصحة في غزة بارتفاع حصيلة ضحايا الحرب الإسرائيلية منذ 7 أكتوبر إلى 37900 فلسطينياً و86060 مصاباً. وفي 2 يوليو 2024 أعلنت وزارة الصحة في غزة أن حصيلة قتلى الحرب الإسرائيلية ارتفعت إلى 37925 فلسطينياً على الأقل و87141 مصاباً. وفي 4 يوليو 2024 قالت وزارة الصحة في غزة إن عدد ضحايا الحرب الإسرائيلية ارتفع إلى 38011 فلسطينياً، و87445 مصاباً منذ 7 أكتوبر. وفي 6 يوليو 2024 جاء في التقرير الإحصائي اليومي لوزارة الصحة بغزة إن ما لا يقل عن 38098 فلسطينياً قتلوا منذ بدء الهجوم الإسرائيلي في 7 أكتوبر فيما بلغ عدد المصابين 87705 مصاباً. وفي 7 يوليو 2024 أعلنت وزارة الصحة في غزة أن حصيلة قتلى الحرب الإسرائيلية، التي تدخل شهرها العاشر، ارتفعت إلى 38153 على الأقل، و87828 مصاباً. وفي 8 يوليو 2024 أفادت وزارة الصحة في غزة بأن عدد ضحايا الحرب الإسرائيلية ارتفع إلى 38193 شهيداً و87903 مصاباً منذ 7 أكتوبر. وفي 9 يوليو 2024 قالت وزارة الصحة في غزة إن عدد الضحايا جراء الحرب الإسرائيلية ارتفع إلى 38243 شهيداً و88033 مصاباً. وفي 10 يوليو 2024 أعلنت وزارة الصحة في غزة أن عدد القتلى الفلسطينيين جراء الحرب الإسرائيلية ارتفع إلى 38295 فلسطينياً و88241 مصاباً منذ 7 أكتوبر. وفي 11 يوليو 2024 أفاد التقرير الإحصائي اليومي لوزارة الصحة في غزة بارتفاع عدد قتلى الحرب الإسرائيلية المستمرة منذ 279 يوما إلى أكثر من 38345 قتيلاً و88295 جريحاً. وفي 13 يوليو 2024 أعلنت وزارة الصحة في غزة ارتفاع ضحايا الحرب الإسرائيلية على القطاع إلى 38443 ضحية و88481 مصاباً. وفي 14 يوليو 2024 قالت وزارة الصحة في غزة إن عدد الضحايا جرّاء الحرب الإسرائيلية ارتفع إلى 38584 شهيدا و88881 مصابا منذ 7 أكتوبر الماضي. وفي 15 يوليو 2024 أفادت وزارة الصحة في غزة بإن أكثر من 38664 فلسطينيا قتلوا في الحرب الإسرائيلية وأن أكثر من 89097 أصيبوا منذ 7 أكتوبر الماضي. وفي 16 يوليو 2024 أعلنت وزارة الصحة في غزة أن ما لا يقل عن 38713 فلسطينيا قُتلوا في الهجوم العسكري الإسرائيلي وأن إجمالي عدد الجرحى بلغ 89166 إصابة. وفي 17 يوليو 2024 قالت وزارة الصحة في غزة إن حصيلة ضحايا الحرب الإسرائيلية على القطاع ارتفع إلى 38794 فلسطينياً و89364 مصاباً. وفي 18 يوليو 2024 أفادت وزارة الصحة في غزة بارتفاع عدد ضحايا الحرب الإسرائيلية إلى 38848 فلسطينياً والمصابين إلى 89459 مصاباً منذ 7 أكتوبر الماضي. وفي 20 يوليو 2024 أعلنت وزارة الصحة في غزة أنها أحصت 38919 قتيلاً منذ اندلاع الحرب الإسرائيلية التي دخلت شهرها العاشر، وأن عدد الجرحى ارتفع إلى 89622 جريحاً. وفي 21 يوليو 2024 أعلنت مصادر طبية في غزة ارتفاع حصيلة الحرب الإسرائيلية إلى 38983 قتيلاً و 89727 جريحاً منذ 7 أكتوبر 2023. وفي 22 يوليو 2024 ارتفعت حصيلة ضحايا الحرب الإسرائيلية على قطاع غزة إلى 39006 فلسطينيين و89818 مصاباً منذ 7 أكتوبر الماضي بحسب وزارة الصحة بغزة. وفي 23 يوليو 2024 أعلنت وزارة الصحة في غزة أن حصيلة الحرب بين إسرائيل وحركة حماس ارتفعت إلى أكثر من 39090 قتيلا و90147 جريحاً حتى الآن. وفي 24 يوليو 2024 أفادت وزارة الصحة في غزة بأن الهجوم العسكري الإسرائيلي أسفر عن مقتل 39145 فلسطينياً في الأقل وإصابة 90257 آخرين منذ 7 أكتوبر2023. وفي 25 يوليو 2024 أعلنت وزارة الصحة في قطاع غزة ارتفاع حصيلة ضحايا القصف الإسرائيلي إلى 39 ألفاً و175 قتيلاً و90 ألفاً و403 إصابات منذ 7 أكتوبر الماضي. وفي 27 يوليو 2024 قالت وزارة الصحة في قطاع غزة إن حصيلة ضحايا الحرب الإسرائيلية ارتفعت إلى 39258 فلسطينياً على الأقل و90589 مصاباً منذ 7 أكتوبر. في 28 يوليو 2024 أفادت وزارة الصحة في غزة بأن حصيلة ضحايا الحرب الإسرائيلية ارتفعت إلى 39 ألفاً و324 قتيلا و90 ألفاً و830 مصاباً. في 29 يوليو 2024 أعلنت وزارة الصحة في غزة ارتفاع حصيلة ضحايا الحرب الإسرائيلية إلى 39 ألفاً و363 شهيداً و90 ألفاً و923 مصاباً منذ 7 أكتوبر.
أغسطس 2024
وفي 1 أغسطس 2024 أعلنت وزارة الصحة في غزة أن حصيلة ضحايا الحرب الإسرائيلية على غزة بلغت أكثر من 39 ألفاً و480 فلسطينياً وفي 3 أغسطس 2024 أفادت وزارة الصحة في غزة بأن حصيلة ضحايا الحرب الإسرائيلية ارتفعت إلى 39 ألفاً و550 فلسطينياً، و91 ألفاً و280 مصاباً منذ 7 أكتوبر الماضي. وفي 4 أغسطس 2024 قالت وزارة الصحة في غزة إن حصيلة الحرب الإسرائيلية المستمرة على مدى 303 أيام، بلغت 39583 قتيلا على الأقل و91398 مصاباً. وفي 5 أغسطس 2024 أعلنت وزارة الصحة في غزة ارتفاع حصيلة ضحايا الحرب الإسرائيلية إلى 39 ألفاً و623 فلسطينياً بعد مرور 304 يوماً على اندلاع القتال. وفي 6 أغسطس 2024 قالت وزارة الصحة في غزة إن حصيلة ضحايا الحرب الإسرائيلية ارتفعت إلى 39 ألفاً و653 فلسطينياً و91 ألفاً و535 مصابا منذ 7 أكتوبر الماضي. وفي 7 أغسطس 2024 أعلنت وزارة الصحة في غزة أن حصيلة الحرب الإسرائيلية المستمرة منذ 10 أشهر على القطاع بلغت 39677 قتيلا على الأقل و91645 جريحاً، بينما ارتفع عدد القتلى في الضفة الغربية المحتلة إلى 629 قتيلا. وفي 8 أغسطس 2024 أفادت وزارة الصحة في غزة، في تقريرها الإحصائي اليومي، بارتفاع عدد ضحايا الحرب الإسرائيلية إلى 39 ألفاً و699 ضحية و91 ألفاً و722 مصاباً. وفي 10 أغسطس 2024 قالت وزارة الصحة في غزة إن عدد ضحايا الحرب الإسرائيلية ارتفع إلى 39 ألفاً و790 فلسطينياً، ونحو 92 ألف مصاباً منذ 7 أكتوبر.

## الأمراض

### الصحة البدنية والمرض
حذر خبراء الصحة العامة من تفشي الأمراض وانتشارها في غزة. ووفقاً لمنظمة أوكسفام والأمم المتحدة، فإن افتقار غزة إلى المياه النظيفة والصرف الصحي من شأنه أن يؤدي إلى ارتفاع معدلات الإصابة بالكوليرا وغيرها من الأمراض المعدية القاتلة. وذكرت منظمة أوكسفام أن محطات ضخ مياه الصرف الصحي في غزة ومرافق معالجة مياه الصرف الصحي توقفت عن العمل، وبالتالي فإن تراكم النفايات الصلبة والجثث غير المدفونة من المحتمل أن تكون ناقلات للأمراض. وبسبب نقص مياه الشرب النظيفة، كان سكان غزة يشربون المياه الملوثة بمياه الصرف الصحي، ومياه البحر، ومياه المزارع، وهي مصدر رئيسي آخر للأمراض. وقال ريتشارد برينان، مدير الطوارئ الإقليمي في منظمة الصحة العالمية، إن "الظروف مهيأة لانتشار عدد من أمراض الإسهال والأمراض الجلدية".
كما حذر الأطباء من الاكتظاظ في المدارس والمستشفيات. وقالت الدكتورة ناهد أبو طعيمة إن الملاجئ المكتظة كانت "أرضاً خصبة لانتشار الأمراض". وأفادت عن ارتفاع حالات الطفح الجلدي والتهابات الرئة ومشاكل في المعدة. في يوم 24 تشرين الأول، سجلت وزارة الصحة في غزة 3,150 حالة إصابة بمرض ناجم عن شرب المياه الملوثة، معظمهم من الأطفال. وكان نقص الإمدادات الطبية مشكلة أخرى، فقد أبلغت منظمة الصحة العالمية عن أزمة الصرف الصحي في المستشفيات، حيث يكافح البعض من أجل تطهير المعدات الجراحية. وقال الدكتور إياد عيسى أبو زاهر: إن تفشي المرض أمر لا مفر منه. وأفادت الأونروا، ان المدارس تأوي ما يقدر بنحو 600,000 من سكان غزة، وهذا يؤدي إلى تفشي مرض الجرب وجدري الماء، فضلاً عن الافتقار إلى النظافة الأساسية للنساء في فترة الحيض. وفي 27 تشرين الأول، حذرت منظمة العمل ضد الجوع من أن الناس يصابون بالفشل الكلوي بسبب استهلاك المياه المالحة والجفاف.
في 6 نوفمبر/ تشرين الثاني، ذكر مكتب تنسيق الشؤون الإنسانية أن الأفراد ذوي الإعاقة يعانون بشكل غير متناسب بسبب نقص أماكن الإقامة في معظم الملاجئ. وأعلنت الأونروا عن تسجيل حالات إصابة بالتهابات الجهاز التنفسي والإسهال وجدري الماء في ملاجئها. في 10 تشرين الثاني، ذكرت منظمة الصحة العالمية أن الأمراض المعدية، بما في ذلك الإسهال والجدري المائي، ترتفع في جميع أنحاء قطاع غزة. وذكر مكتب تنسيق الشؤون الإنسانية أن النفايات المتراكمة في الشوارع تهدد بانتشار الأمراض المنقولة بالهواء وتفشي الحشرات والفئران. وأفاد الأطباء أنه بسبب نقص المياه العذبة واليود، كانت جروح المرضى في كثير من الأحيان موبوءة باليرقات. وفاضت مياه الصرف الصحي في الشوارع، مما خلق كارثة صحية وبيئية. وفي 8 تشرين الثاني، ذكرت منظمة الصحة العالمية أنه منذ بداية الصراع، أبلغ عن 33,551 حالة إسهال، و8,944 حالة جرب وقمل، و1,005 حالة جدري الماء، و12,635 حالة طفح جلدي، و54,866 حالة التهابات الجهاز التنفسي العلوي. وفي 17 تشرين الثاني، قامت منظمة الصحة العالمية بتحديث هذه الأرقام، وذكرت أن هناك 70,000 حالة إصابة بالتهابات الجهاز التنفسي الحادة وأكثر من 44,000 حالة إسهال، وهي نسبة أعلى بكثير من المتوقع. وفي 26 نوفمبر 2023 ذكرت الأمم المتحدة أن مليون و700 ألف فلسطيني نازح داخل القطاع يواجهون خطر الانتشار الكبير للأمراض المعدية. وفي 28 نوفمبر 2023 حذرت الصحة العالمية، من تعرض عدد أكبر من سكان غزة للموت بسبب الأمراض إذا لم يعود القطاع الصحي لطبيعته.
وفي 3 ديسمبر 2023 أكدت الصحة العالمية أن الوضع في غزة كارثي، والقطاع الطبي لا يستطيع التعامل مع المرضى والجرحى بسبب الحرب. في 4 ديسمبر 2023 قال الهلال الأحمر الفلسطيني إن الوضع الإنساني على الأرض مأساوي، حيث فاقت المستشفيات قدرتها الاستيعابية وكلها تعاني من شح المستلزمات الطبية والأدوية. وفي 5 ديسمبر 2023 حذر الأطباء في جنوب غزة من سرعة انتشار الأمراض المعدية بسبب الاكتظاظ الناجم عن النزوح الجماعي للمدنيين مع انتقال الحملة العسكرية الإسرائيلية إلى مناطق الجنوب. وفي 10 ديسمبر 2023، حذّر مدير منظمة الصحة العالمية من أثر "كارثي" على الصحة للحرب التي دخلت شهرها الثالث في قطاع غزة. وفي 13 ديسمبر 2023، أفادت الصحة العالمية، بأن هناك ما لا يقل عن 369 ألف حالة إصابة بأمراض معدية في قطاع غزة. وفي 30 ديسمبر 2023، أعرب مدير منظمة الصحة العالمية، عن قلق بالغ من تزايد خطر انتشار الأمراض المعدية في قطاع غزة في ظل النزوح والظروف الإنسانية الناتجة عن الحرب.
وفي 9 يناير 2024، عبر مسؤولون بمنظمة الصحة العالمية، عن قلقهم إزاء احتمال انهيار المستشفيات في جنوب القطاع، وسط فرار كثير من أفراد الأطقم الطبية والمرضى للنجاة بأرواحهم. وفي 11 يناير 2024،  أكد المستشار الإعلامي لوكالة الغوث الدولية "الأونروا"، أن الأمراض المعوية داخل مراكز الايواء تضاعفت 4 مرات، والصدرية 5 مرات، والجلدية 3 مرات، إضافة إلى انتشار مرض "الالتهاب السحائي" بين الأطفال، و"الكبد الوبائي" نظراً لشرب المياه الملوثة". وفي 15 يناير 2024، كشفت الدكتورة رنا الحجة مديرة إدارة البرامج بالمكتب الإقليمي لمنظمة الصحة العالمية لشرق المتوسط، أن هناك 150 ألف حالة تنفسية حادة في غزة نتيجة اكتظاظ اللاجئين وسوء التغذية. وفي 19 يناير 2024، وصفت منظمة الصحة العالمية الأزمة الصحية في الأراضي الفلسطينية بأنها "متفجرة"، وذلك عقب الإعلان عن إصابة 24 حالة بالتهاب الكبد الوبائي وآلاف الحالات من "اليرقان" التي من المحتمل أن تكون مرتبطة بانتشار عدوى الكبد الفيروسية في غزة. وفي 25 يناير 2024، كشفت سلطة جودة البيئة الفلسطينية أن 66 بالمئة من سكان قطاع غزة يعانون انتشار الأمراض المنقولة بواسطة المياه الملوثة، ومنها الكوليرا والإسهال المزمن والأمراض المعوية، وحذرت من مخاطر "قصف الاحتلال الإسرائيلي لخطوط الصرف الصحي" في القطاع، مشيرة إلى أن هذه الممارسات "تؤدي إلى كارثة صحية وبيئية". وفي 29 يناير 2024 أفادت وزارة الصحة الفلسطينية بأنها رصدت نحو 700 ألف إصابة بأمراض معدية وجلدية بين النازحين، نتيجة الاكتظاظ و"هشاشة المأوى وعدم توفر الغذاء والماء والرعاية الطبية المطلوبة".
وفي 2 إبريل 2024 حذّرت منظمة الصحة العالمية من أن نحو 9000 مريض بحاجة ماسة للعلاج خارج قطاع غزة، حيث خرجت أكثر من 30 مستشفى عن الخدمة في القطاع مع نقص في المواد الطبية اللازمة لتوفير الرعاية. وفي 3 إبريل 2024 أصدرت وزارة الصحة الفلسطينية بقطاع غزة تقرير مفاده أن 32 مستشفى أصبح خارج الخدمة جراء عمليات الاستهداف والاقتحام التي نفذتها القوات الإسرائيلية وأم هنالك أكثر من مليون إصابة بأمراض معدية. وفي 12 أبريل 2024 قال جيمي مكجولدريك منسق الأمم المتحدة للشؤون الإنسانية في غزة، إن الأمراض المنقولة عبر المياه تتفشى بين سكان القطاع بسبب نقص المياه الأمنة والنظيفة وارتفاع درجات الحرارة وتعطل أنظمة الصرف الصحي. وفي 24 أبريل 2024 حذرت وزارة الصحة الفلسطينية في غزة من "كارثة صحية" جرّاء انتشار العديد من الأمراض والأوبئة نتيجة طفح مياه الصرف الصحي في الشوارع وبين خيام النازحين، وعدم توفر المياه الصالحة للشرب، مشيرة إلى رصد عديد من حالات الحمى الشوكية ومرض الكبد الوبائي بين المواطنين.
وفي 18 يونيو 2024 قالت نبال فرسخ المتحدثة باسم الهلال الأحمر الفلسطيني، إنه تم رصد أكثر من مليون إصابة بالأمراض المعدية في قطاع غزة، خاصة التهاب الكبد الوبائي وحذرت من انتشار أمراض أخرى بسبب المياه الملوثة في القطاع.

### الصحة النفسية
وقد ساهمت أسابيع من الغارات الجوية والانفجارات المتواصلة في التدمير الحالة النفسية للأطفال في غزة. وبعد 16 يومًا من القصف، أصيب الأطفال بصدمة شديدة، شملت أعراضها التشنج والعدوان والتبول في الفراش والعصبية. وان 90% من الأطفال في مستشفيات الأطفال ظهرت عليهم أعراض القلق، وظهرت على الأغلبية أعراض الإجهاد اللاحق للصدمة. وفي 6 تشرين الثاني، حذر المتحدث باسم اليونيسف توبي فريكر من الآثار النفسية و"الضغط الهائل" الذي يعاني منه الأطفال في غزة. وفي 17 تشرين الثاني، صرح رئيس منظمة الصحة العالمية تيدروس أدهانوم غيبريسوس أن 20 ألف شخص بحاجة إلى خدمات صحة نفسية متخصصة.

## الرعاية الصحية

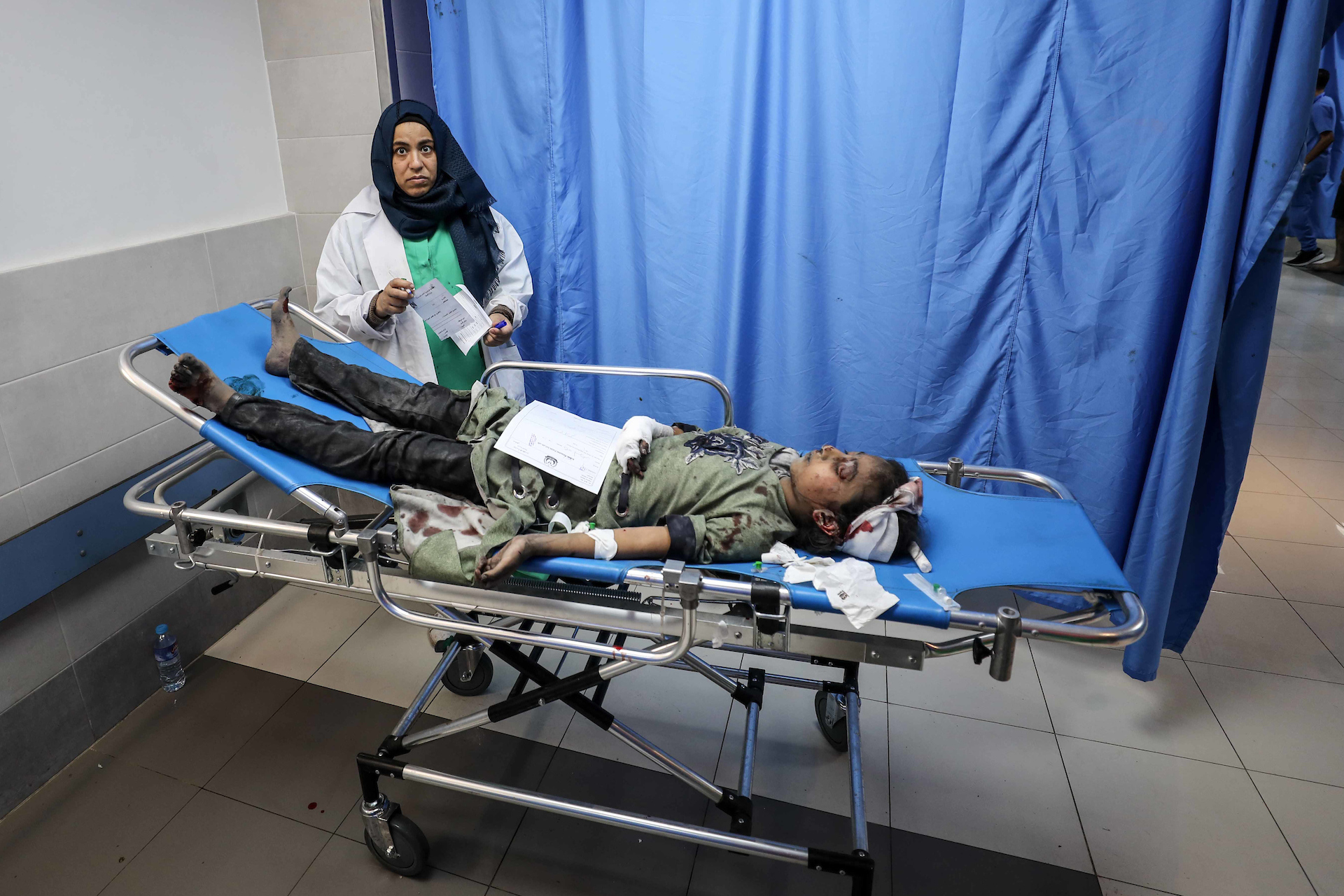
طبيبة مع طفل الجريح في مجمع الشفاء الطبي.

واجه نظام الرعاية الصحية في غزة عدة أزمات إنسانية نتيجة النزاعات. وبسبب الحصار الإسرائيلي، واجهت المستشفيات نقصاً في الوقود واعتمدت على المولدات الاحتياطية خلال الأسبوعين الأولين من الحرب. وبحلول 23 أكتوبر/تشرين الأول، بدأت مستشفيات غزة في إغلاق أبوابها بسبب نفاد الوقود، بدءاً بالمستشفى الإندونيسي. عندما انقطعت الكهرباء عن المستشفيات تمامًا، مات العديد من الأطفال المبتسرين في وحدات العناية المركزة لحديثي الولادة. وقُتل العديد من الطواقم الطبية في الغارات الجوية الإسرائيلية، ودُمرت سيارات الإسعاف والمؤسسات الصحية والمقرات الطبية والعديد من المستشفيات. وقالت منظمة أطباء بلا حدود إن العشرات من سيارات الإسعاف والمرافق الطبية تضررت أو دمرت. وبحلول أواخر تشرين الأول، ذكرت وزارة الصحة في غزة أن نظام الرعاية الصحية "انهار تمامًا".

### 11 - 17 أكتوبر/تشرين الأول
في أعقاب إغلاق محطة توليد الكهرباء في قطاع غزة في 11 تشرين الأول، أفادت التقارير أن المستشفيات في غزة سوف تنفد قريبًا من الوقود المتاح لتشغيل مولدات الطاقة. وفي 14 تشرين الأول، تعرض مركز تشخيص علاج السرطان التابع للمستشفى الأهلي العربي للتدمير الجزئي جراء القصف الإسرائيلي. وفي بيان صدر في 15 تشرين الأول، ذكرت منظمة الصحة العالمية أن أربعة مستشفيات لم تعد تعمل بعد استهدافها بالغارات الجوية الإسرائيلية. وفي 15 تشرين الأول، حذر متخصصو الرعاية الصحية من أنه إذا توقفت مولدات مرافق المستشفى، فإن المرضى سيموتون عند انقطاع التيار الكهربائي.
وفي 14 أكتوبر/تشرين الأول، أمرت إسرائيل بإخلاء 22 مستشفى في شمال غزة. ووصفت منظمة الصحة العالمية الأمر بأنه "حكم بالإعدام" على المرضى والجرحى. وصرح الأطباء في جميع أنحاء شمال غزة أنهم غير قادرين على اتباع أمر الإخلاء الإسرائيلي، لأن مرضاهم، بما في ذلك الأطفال حديثي الولادة في وحدة العناية المركزة، سيموتون. وفي 16 تشرين الأول، كتب كريستوس كريستو، رئيس منظمة أطباء بلا حدود، أن الوضع في غزة "مروع وكارثي... لا كهرباء ولا إمدادات طبية. ويعمل الجراحون في مستشفى الشفاء الآن بدون مسكنات للألم". في 17 تشرين الأول، قصف مستشفى المعمداني والذي أدى إلى سقوط عدد كبير من القتلى والجرحى.

### 18 - 24 أكتوبر/تشرين الأول

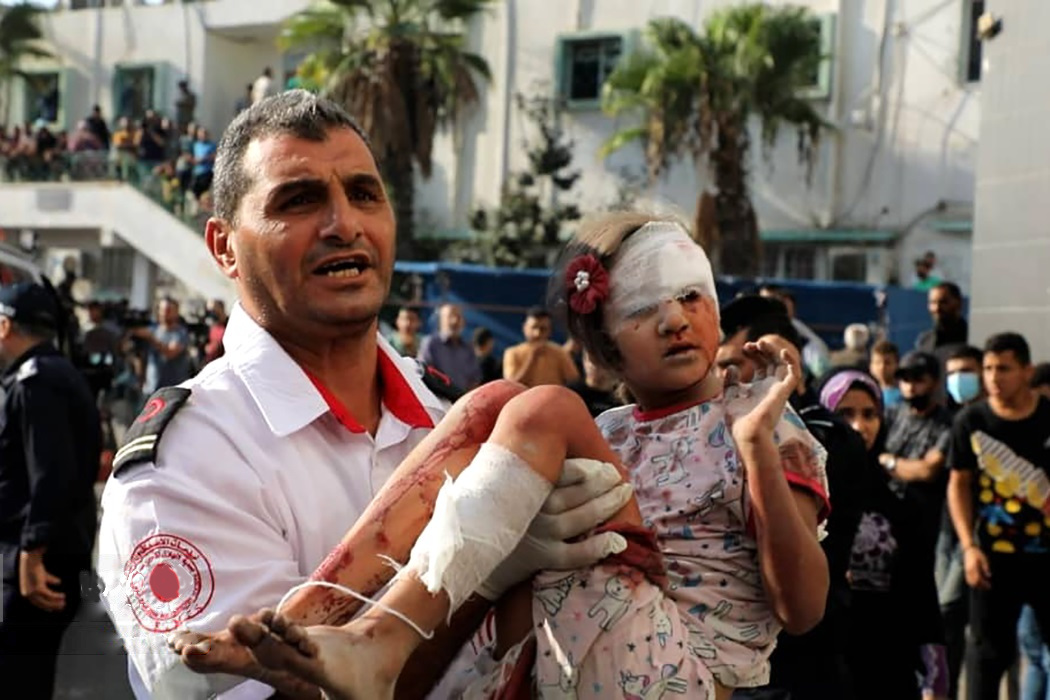
مسعف يحمل طفلاً فلسطينيًا جريحًا في غزة

في 18 أكتوبر، ذكرت منظمة أطباء بلا حدود أن المرضى المصابين بجروح خطيرة سيموتون بسبب انهيار النظام الصحي. وفي 19 تشرين الأول، طلبت وزارة الصحة التبرع بلترات من الوقود لمواصلة تشغيل مولدات المستشفيات، وأعلن مستشفى السرطان الوحيد في غزة أن لديه مستويات "منخفضة بشكل خطير" من الوقود المتبقي. وذكر الأطباء أن الأطفال المرضى أصيبوا بالتهابات المعدة والأمعاء بسبب نقص المياه النظيفة. وضربت غارات جوية المنطقة المحيطة بمستشفى القدس. وذكر الصليب الأحمر أن النظام الصحي بأكمله في غزة كان "راكعاً على ركبتيه". في 20 تشرين الأول، ذكرت منظمة أطباء بلا حدود أن آلاف الأشخاص معرضون لخطر الموت "في غضون ساعات" لأنه "من المستحيل" تقديم الرعاية الطبية لهم. وأفاد أطباء في مستشفى القدس والهلال الأحمر الفلسطيني أنهم تلقوا اتصالاً من الجيش الإسرائيلي لإخلاء المستشفى أو "تحمل العواقب".
وأصدرت منظمة المساعدات الطبية للفلسطينيين واليونيسيف "تحذيرا عاجلا" من أن 130 طفلاً مبتسراً سيموتون إذا لم يصل الوقود إلى مستشفيات غزة قريباً. ووفقا لصندوق الأمم المتحدة للسكان، هناك 50 ألف امرأة حامل في غزة. وذكر بيان للأمم المتحدة وقعته خمسة فروع رئيسية أن الوفيات قد "ترتفع بسرعة" بسبب المرض و"نقص الرعاية الصحية". وفي 23 تشرين الأول، نفد الوقود من المستشفى الإندونيسي وانقطعت الكهرباء بالكامل. في 24 أكتوبر، أعلن متحدث باسم وزارة الصحة أن نظام الرعاية الصحية "انهار تمامًا"، حيث قُتل 65 مسعفًا، ودُمرت 25 سيارة إسعاف، وسرعان ما أغلقت العديد من المستشفيات أبوابها بسبب نقص الوقود. وحذرت منظمة الصحة العالمية من أن 46 من أصل 72 منشأة للرعاية الصحية في غزة توقفت عن العمل. ويواجه مستشفى شهداء الأقصى أزمة غسيل كلى، إذ يتقاسم المئات منه 24 جهاز غسيل كلى فقط.

### 25 - 31 أكتوبر
وفي 25 تشرين الأول، صرح الدكتور أشرف القدرة، من وزارة الصحة، أن النظام الصحي "خارج عن السيطرة تمامًا". وذكرت وزارة الصحة أن ما مجموعه 7000 مريض وجريح في المستشفيات يواجهون الموت. وفي 27 تشرين الأول، وصل فريق طبي تابع للصليب الأحمر إلى غزة حاملاً معه إمدادات طبية وفريق جراحة الحرب وأخصائيًا في التلوث بالأسلحة. وفي اليوم نفسه، تلقى مستشفى النصر في خان يونس شحنة من الإمدادات الطبية، بما في ذلك المطهرات والحقن والفرشات الطبية.
وفي 28 أكتوبر/تشرين الأول، أدى انقطاع الاتصالات إلى عدم تمكن المدنيين الجرحى من الاتصال بخدمات الطوارئ. وبعد ذلك وزعت سيارات الإسعاف جغرافيًا بالتساوي لتوفير "وصول أسرع إلى الجرحى". في 29 تشرين الأول، أفاد الهلال الأحمر الفلسطيني أنه تلقى تحذيرات من السلطات الإسرائيلية بإخلاء مستشفى القدس على الفور لأنه "سيتعرض للقصف". وفي ذلك اليوم، ضربت غارة جوية إسرائيلية منطقة تبعد 20 مترًا (65 قدمًا) عن المستشفى. وكتب الدكتور غسان أبو ستة على موقع إكس (تويتر) أنه أصبح يعالج بشكل متزايد المرضى الذين يعانون من "حروق الفسفور". في 30 تشرين الأول، تعرض مستشفى الصداقة التركية الفلسطيني لأضرار جسيمة بسبب غارة جوية إسرائيلية. وأعلنت منظمة الصحة العالمية أنها لم تعد قادرة على إعادة إمداد مستشفيات الشفاء والقدس بسبب ارتفاع مستويات المخاطر. في 31 تشرين الأول، أعلنت وزارة الصحة أن المولدات الكهربائية في مستشفيين رئيسيين في غزة على بعد ساعات من التوقف عن العمل.

### 1 - 8 تشرين الثاني/نوفمبر
وفي 1 تشرين الثاني/نوفمبر، صرح مدير مستشفى الصداقة التركية الفلسطيني بأن مستشفى السرطان الوحيد في غزة "خرج عن الخدمة تمامًا" بعد نفاد الوقود لتشغيل مولده. وقالت وزارة الصحة بغزة، إن جناح الولادة في مستشفى الحلو الدولي تعرض لقصف إسرائيلي. وفي 2 تشرين الثاني، أعلن المستشفى الإندونيسي أن مولده الرئيسي لم يعد يعمل. وفي 3 تشرين الثاني، أعلنت وزارة الصحة أن 12 مريضًا بالسرطان توفوا بعد إغلاق المستشفى التركي. وذكرت الوزارة أن 800 مريض مصاب بجروح خطيرة بحاجة إلى مغادرة غزة لتلقي الرعاية، مشيرة إلى أن العديد من المرضى المصابين بجروح خطيرة توفوا في الأيام القليلة الماضية بسبب انهيار نظام الرعاية الصحية. وتدمير قافلة طبية أمام مستشفى الشفاء بصاروخ طائرة مسيرة إسرائيلية. كما تعرض مستشفى القدس والمستشفى الإندونيسي للقصف. وفي 4 تشرين الثاني، توقفت المولدات الكهربائية في مستشفى كمال عدوان عن العمل. وتعرض مدخل مستشفى الناصر للأطفال لقصف إسرائيلي.
اعتبارًا من 5 تشرين الثاني، كان النظام الصحي في غزة يعاني من الفشل نتيجة للحصار الإسرائيلي. وخرج ما يقرب من نصف المستشفيات عن الخدمة بسبب نقص الوقود والطاقة، واجريت عمليات بتر الأطراف والعمليات القيصرية دون تخدير بسبب نقص الإمدادات الطبية. وفي 6 تشرين الثاني، قصفت إسرائيل الألواح الشمسية في مستشفى الشفاء. وذكر مستشفى القدس أن إسرائيل دمرت كافة الطرق المؤدية إلى المستشفى. وفي اليوم نفسه، نفد الوقود بالكامل من مستشفى القدس وأغلقت معظم الخدمات.
في 8 نوفمبر، أعلنت وزارة الدفاع الإيطالية أنها سترسل سفينة مستشفى إلى ساحل غزة، من أجل ضمان حصول المدنيين الفلسطينيين على الخدمات الصحية والسلع الأساسية والأدوية الطبية. كان على متن السفينة في البداية 170 موظفًا، 30 منهم مدربون على حالات الطوارئ الطبية؛ وعين 28 عضوًا آخر من أطباء وممرضين وعلماء أحياء للانضمام إلى البعثة في مرحلة لاحقة. كما أعلنت قيادة العمليات المشتركة الإيطالية عن خطة لبناء مستشفى ميداني مملوك للقوات المسلحة داخل قطاع غزة، على الرغم من أن تحديد الموقع المحدد كان خاضعًا لضمان شروط السلامة الأساسية في المنطقة المختارة. وسمحت وزارة الدفاع للطواقم الطبية من الدول الأجنبية والمنظمات الدولية بالانضمام إلى أفراد كل من سفينة المستشفى والمستشفى الميداني.

### 9 - 16 تشرين الثاني/نوفمبر
وفي 9 تشرين الثاني، أعلن المكتب الإعلامي الحكومي في غزة أن إسرائيل قصفت ثمانية مستشفيات في الأيام الثلاثة الماضية. وفي اليوم نفسه، أعلن وزير الصحة فخر الدين قوجة أن تركيا مستعدة لاستقبال مرضى السرطان من الأطفال في غزة.
وفي 10 نوفمبر/تشرين الثاني، أعلن الصليب الأحمر الدولي أن نظام الرعاية الصحية في غزة "وصل إلى نقطة اللاعودة". وحاصرت الدبابات الإسرائيلية أربعة مستشفيات، هي مستشفى الرنتيسي، ومستشفى الناصر، ومستشفى العيون والصحة النفسية، من كافة الاتجاهات. وأصيبت ثلاثة مستشفيات على الأقل بالغارات الجوية الإسرائيلية، مما دفع مدير مستشفى الشفاء إلى القول إن "إسرائيل تشن الآن حربًا على مستشفيات مدينة غزة". وأسفرت الغارات عن سقوط العديد من الضحايا. وقالت وزارة الداخلية إن مستشفى الشفاء تعرض للقصف خمس مرات خلال 24 ساعة. وذكر الهلال الأحمر الفلسطيني أن القناصة الإسرائيليين أطلقوا النار على أطفال في مستشفى القدس، مما أسفر عن مقتل طفل وإصابة 28 آخرين وقالت وزارة الصحة إن إسرائيل قطعت الكهرباء والمياه والاتصالات عن المستشفى الإندونيسيي.
وفي 11 تشرين الثاني، صرح غسان أبو ستة، وهو طبيب بريطاني في غزة، أن الجرحى لم يعودوا قادرين على تلقي العلاج لجروحهم، لأن الأطباء لم يتمكنوا من تحقيق استقرار حالات المرضى. وأفادت منظمة أطباء بلا حدود عن "تكثيف كبير" للهجمات الإسرائيلية على مستشفى الشفاء. وقد انقطعت الكهرباء عن مستشفى الشفاء، وقُتل موظفون على يد القناصة، وقصف المستشفى واشتعلت النيران فيها. وتعرضت العائلات التي حاولت مغادرة مجمع المستشفى لإطلاق النار وقتلت. وقال أشرف القدرة، طبيب الشفاء، إن المستشفى خرج عن الخدمة تماما، حيث أطلق الجيش الإسرائيلي النار على "كل ما يتحرك". ذكرت منظمة أطباء من أجل حقوق الإنسان أن طفلين خدّجين توفيا في الشفاء بسبب نقص الكهرباء. وصرح المتحدث باسم الجيش الإسرائيلي دانييل هاغاري أن الجيش سيساعد في إجلاء الأطفال من مستشفى الشفاء، لكن المتحدث باسم وزارة الصحة في غزة ذكر أن إسرائيل لم توفر "أي آلية لإخراج الأطفال إلى مستشفى أكثر أمانًا". ووصف روبرت مارديني، المدير العام للصليب الأحمر، الوضع في الشفاء بأنه "يائس بشكل لا يطاق". وأبلغ الهلال الأحمر الفلسطيني عن إطلاق نار كثيف وإصابة أطفال بالجفاف في مستشفى القدس.
وفي 12 نوفمبر/تشرين الثاني، صرح مدير عام الشفاء أن حياة 650 مريضاً كانت في خطر في مستشفى الشفاء بسبب "الوضع الكارثي". وذكر نائب وزير الصحة في غزة أن إسرائيل دمرت جناح القلب في مستشفى الشفاء. وقالت مي الكيلة، وزيرة الصحة الفلسطينية، إن الجيش الإسرائيلي لا يقوم بإجلاء المرضى، بل "يقوم بإجلاء الجرحى والمرضى بالقوة إلى الشوارع، مما يتركهم يواجهون الموت المحتوم". وذكر أحد الجراحين في المستشفى الأهلي أن الدم قد نفد من عمليات نقل الدم. وأعلن الهلال الأحمر أن مستشفى القدس خرجت عن الخدمة بشكل كامل. وذكر مدير مستشفى الناصر أنه تم إجلاء المستشفى تحت تهديد الأسلحة والدبابات الإسرائيلية. وأُغلق مستشفيان من المستشفيات الرئيسية في غزة، الشفاء والقدس. وفي اليوم نفسه، نشر الجيش الإسرائيلي تسجيل فيديو لجنود تركوا 300 لتر من الوقود خارج مستشفى الشفاء. وذكر مدير الشفاء أن 300 لترا لن تكفي لتشغيل المستشفى حتى لمدة 30 دقيقة.
وفي 13 نوفمبر/تشرين الثاني، نفد الوقود من مستشفى كمال عدوان. وأصدرت منظمة أطباء بلا حدود بياناً وصفت فيه الوضع في مستشفى الشفاء، قائلة إنه ليس لديهم طعام أو ماء أو كهرباء، وأن هناك قناصًا يهاجم المرضى. وجاء في البيان: "الوضع سيئ للغاية وغير إنساني". في حين توقف المولد الكهربائي الوحيد في مستشفى الأمل. ووصف توم بوتوكار، كبير الجراحين في الصليب الأحمر، الوضع في جنوب غزة بأنه "قاسٍ للغاية".
في 14 نوفمبر/تشرين الثاني، حاصرت الدبابات الإسرائيلية مستشفى الحلو في مدينة غزة، وقد صرح مدير المستشفى بأنه " مستشفى للولادة فقط". وشنت إسرائيل غارة على مستشفى الشفاء، كان الآلاف، من بينهم ثلاثين طفلاً مبتسرين، ما زالوا يحتمون به. أفاد الأطباء أن 40 مريضاً في مستشفى الشفاء توفوا. وأدى القتال بالقرب من مستشفى القدس إلى توقف جهود الإخلاء.
وفي 16 نوفمبر/تشرين الثاني، أغلق المستشفى الإندونيسي أبوابه بالكامل، مما أدى إلى احتياج 45 مريضاً إلى عمليات جراحية.

### 17 - 24 تشرين الثاني/نوفمبر
وفي 17 تشرين الثاني، أعلن الهلال الأحمر الفلسطيني أن فرق الطوارئ الطبية التابعة له محاصرة في المستشفى الأهلي. وذكر العاملون في مستشفى الشفاء أن 50 مريضاً، بينهم أطفال رضع، لقوا حتفهم بسبب نقص الطاقة والأكسجين. وذكر مدير المستشفى أن ادعاء إسرائيل بتوفير حاضنات للأطفال الخدج كاذب.
في 18 نوفمبر، بدأت عملية إخلاء مستشفى الشفاء. وقال إسماعيل الثوابتة، المتحدث باسم المكتب الإعلامي الفلسطيني، إن المرضى الذين نقلوا إلى مرافق أخرى كانوا على وشك الموت. ووصفته منظمة أكشن إيد بأنه حكم بالإعدام. وذكر المستشفى أن ستة أطباء سيبقون مع 120 مريضًا لا يمكن نقلهم. وفي اليوم نفسه، نشر الجيش الإسرائيلي صورًا لشاحنات عسكرية تقوم بتفريغ الإمدادات خارج مستشفى الشفاء. ووفقا للجيش، شملت الإمدادات 6000 لتر من المياه و2300 كجم من المواد الغذائية. وقام فريق إنساني من منظمة الصحة العالمية بزيارة الشفاء ووجد نقصاً في الغذاء والماء والدواء، مع وجود آثار إطلاق نار ومقبرة جماعية. وقال مدير الشفاء إنه منح الناس ساعة واحدة فقط للإخلاء، قائلاً: "أجبرنا على المغادرة تحت تهديد السلاح". ذكرت منظمة الصحة العالمية أن 25 عاملاً صحياً و291 مريضاً، من بينهم 32 طفلاً، ما زالوا في مستشفى الشفاء.
وفي 19 تشرين الثاني/نوفمبر، تم إجلاء الأطفال المبتسرين من مستشفى الشفاء إلى جنوب غزة، وكان من المقرر نقلهم إلى مصر في اليوم التالي.
في 20 نوفمبر، شنت إسرائيل هجومًا على المستشفى الإندونيسي بغارة جوية أدت إلى مقتل 12 شخصًا. وفي أعقاب الغارة، حاصرت الدبابات الإسرائيلية المستشفى. وأفاد العاملون في المستشفى بأن الجنود الإسرائيليين أطلقوا النار داخل المستشفى بشكل عشوائي. ولجأ العديد منهم إلى المستشفى، لأنه كان آخر مستشفى يعمل في شمال غزة.
وفي 22 نوفمبر قالت منظمة الصحة العالمية إنها وثقت 178 هجوما على القطاع الصحي في قطاع غزة.
يناير 2024
وفي 8 يناير 2024، قالت منظمة الصحة العالمية إنها اضطرت لإلغاء مهمة لتوصيل إمدادات طبية إلى شمال القطاع، لعدم تمكنها من الحصول على ضمانات أمنية. وفي 25 يناير 2024، أكدت اللجنة الدولية للصليب الأحمر، ضرورة اتخاذ إجراءات ملموسة للحفاظ على إمكانية حصول المحتاجين في قطاع غزة على الرعاية الطبية الطارئة والمنقذة للأرواح.
مارس 2024
وفي 24 مارس 2024 تم اقتحام مستشفيي الأمل وناصر في مدينة خان يونس جنوبي قطاع غزة من قبل الجيش الإسرائيلي بالتزامن مع قصف عنيف. وفي 26 مارس 2024، أعلنت جمعية الهلال الأحمر الفلسطيني خروج مستشفى الأمل عن الخدمة، معبرا عن أسفه من فشل المجتمع الدولي في توفير الحماية اللازمة للطواقم الطبية والمرضى والنازحين. وفي 30 مارس 2024 قال تيدروس أدهانوم جيبرييسوس المدير العام لمنظمة الصحة العالمية، إن هناك 10 مستشفيات فقط تعمل بالحد الأدنى في غزة ولذلك فهناك نحو 9 آلاف مريض في القطاع يتعيّن إجلاؤهم إلى الخارج على نحو عاجل لتلقي العلاج. وخرجت أكثر من 30 مستشفى عن الخدمة في غزة وسط شكوى الطاقم الطبي والمرضى في المستشفيات المتبقية من نقص المواد الطبية اللازمة لتوفير الرعاية. وفي 31 مارس 2024 قال تيدروس أدهانوم جيبريسوس المدير العام لمنظمة الصحة العالمية، إن إن مخيم داخل مستشفى شهداء الأقصى وسط غزة تعرض لقصف جوي إسرائيلي، مما أدى إلى سقوط 4 أشخاص وإصابة 17 آخرين.
أبريل 2024
وفي 1 إبريل 2024 انسحب الجيش الإسرائيلي من مجمع الشفاء الطبي بعد أن خلف دماراً هائلاً وعشرات الجثث بداخله وفي محيطه، وذلك بعد عملية استمرت نحو أسبوعين. وقالت وزارة الصحة في قطاع غزة إن مستشفى ناصر في خان يونس بجنوب القطاع أصبح خارج الخدمة معتبرة ذلك ضربة قاصمة للخدمة الصحية التي تقلصت إلى أدنى مستوياتها بسبب الهجمات الإسرائيلية. وفي 3 أبريل 2024 أظهر تقرير لوزارة الصحة الفلسطينية في غزة، أن 32 مستشفى و53 مركزاً صحياً أصبحوا خارج الخدمة كما تم استهداف وتدمير أكثر من 126 سيارة إسعاف جراء عمليات الاستهداف والاقتحام التي نفذتها القوات الإسرائيلية، كما رصد التقرير مليوناً و88 ألفاً و764 حالة إصابة بأمراض معدية في مراكز الرعاية الأولية بالقطاع، فيما قدر تقييم للبنك الدولي أن 84% من المرافق الصحية في غزة، إما لحقت بها أضرار وإما دمّرت. وقالت اللجنة الدولية للصليب الأحمر إن منظمات الإغاثة الإنسانية غير قادرة على أداء عملها بأمان في غزة وأن مستشفيات القطاع تحولت إلى أنقاض والعاملون بالمجال الإنساني يقتلون والمرضى يفقدون إمكانية الحصول على الرعاية الطارئة. وقال تيدروس أدهانوم غيبريسوس المدير العام لمنظمة الصحة العالمية، إنه يجب تسريع عملية إجلاء المرضى والمصابين من مجمع الشفاء وإلا سنخسر الكثير من الناس وسنفقد الكثير من الأوراح وذلك بعد أن دمرته القوات الإسرائيلية وأخرجته عن الخدمة. وفي 6 أبريل 2024 قال تيدروس أدهانوم جيبريسوس المدير العام لمنظمة الصحة العالمية، إن مجمع الشفاء الطبي تحوّل إلى "أطلال ومقابر" بعدما تضررت غالبية منشآته أو دمرت بالكامل وتحولت إلى أنقاض جراء الحصار الإسرائيلي الأخير. وفي 6 أبريل 2024 ندّدت منظمة الصحة العالمية بالدمار الهائل الذي لحق بمستشفى الشفاء جراء الحصار الإسرائيلي الأخير والذي حول المجمع إلى هيكل فارغ إلا من المقابر البشرية. وفي 7 أبريل 2024 قال فيليب لازاريني مفوض الأونروا إن هذه الحرب خرقت كل الخطوط الحمراء وشهدت قتل أكبر عدد من الأطفال والعاملين في قطاع الصحة والصحفيين وموظفي الإغاثة الإنسانية مشدداً على أن المجاعة الناجمة عن الحصار الإسرائيلي تفاقم الوضع. وفي 15 أبريل 2024 ناشدت وزارة الصحة الفلسطينية في غزة المؤسسات ذات العلاقة لإنشاء مستشفيات ميدانية في القطاع بهدف توفير الخدمات الصحية ولو بالحد الأدنى بعد خروج مستشفى الشفاء والعديد من المستشفيات عن الخدمة بشكل كامل.
مايو 2024
وفي 8 مايو 2024 صرح مدير منظمة الصحة العالمية تيدروس أدهانوم غيبريسوس على منصة إكس: "الوقود في مستشفيات جنوبي غزة يكفي لثلاثة أيام فقط، ما يعني أن عملها قد يتوقف قريبا". وفي 9 مايو 2024 حذّرت كاثرين راسل المديرة التنفيذية لـ"اليونيسف"، من أن الوقود قد ينفد في المستشفيات ومحطات تحلية المياه بقطاع غزة في غضون أيام "إن لم يكن ساعات". وفي10  مايو 2024 أعلن مستشفى شهداء الأقصى في دير البلح وسط غزة نفاد الوقود خلال 48 ساعة مما يؤدي إلى توقف الخدمات الصحية بالمستشفى وهو الأخير الذي يقدم الخدمة الصحية في القطاع. وفي 13 مايو 2024 حذرت وزارة الصحة في غزة من انهيار المنظومة الصحية في قطاع غزة خلال ساعات بسبب عدم إدخال إسرائيل الوقود اللازم لتشغيل مولدات الكهرباء في المستشفيات وسيارات الإسعاف ونقل الموظفين. وفي 15 مايو 2024 أفادت وكالة الأنباء الفلسطينية بأن مستشفى غزة الأوروبي في خان يونس جنوب غزة، خرج عن الخدمة بعد توقف مولدات الكهرباء نتيجة نفاد الوقود. وفي 28 مايو 2024 أعلنت وزارة الصحة الفلسطينية خروج 6 مستشفيات في رفح عن الخدمة، في ظل استمرار وتوسع التوغل الإسرائيلي في المحافظة. وقالت مارجريت هاريس المتحدثة باسم منظمة الصحة العالمية، إنه مع النقص الكارثي في الخدمات الطبية بقطاع غزة بسبب الحرب، يحتاج نحو 10 آلاف شخص إلى الإجلاء لتلقي العلاج الطبي اللازم في مكان آخر".
يونيو 2024
وفي 1 يونيو 2024 أعلنت منظمة الصحة العالمية في الأراضي الفلسطينية، توقف الخدمات الصحية تقريباً في رفح جنوب غزة بعد خروج آخر مستشفى عن الخدمة. وفي 10 يونيو 2024 حذرت وزارة الصحة في قطاع غزة من أن عشرات المرضى والجرحى معرضون للموت الحتمي حال التوقف التام لمحطة الأكسجين الوحيدة في محافظة غزة لعدم توفر الوقود لتشغيلها. وفي 12 يونيو 2024 حذّرت منظمة الصحة العالمية من أن درجات الحرارة المرتفعة في غزة قد تؤدي إلى تفاقم المشاكل الصحية، كما حذرت من أن أزمة صحة عامة هائلة تلوح في الأفق في القطاع بسبب نقص المياه النظيفة والغذاء والإمدادات الطبية.
يوليو 2024
وفي 9 يوليو 2024 قال تيدروس أدهانوم غيبريسوس المدير العام لمنظمة الصحة العالمية :إن الأوضاع في غزة تتدهور بشكل خطير ولا مكان آمناً في القطاع المحاصر، موضحاً أن أوامر الإخلاء الإسرائيلية في مدينة غزة تعيق بشكل كبير جهود إسعاف المصابين. وفي 20 يوليو 2024 قالت منظمة الصحة العالمية إن الظروف في قطاع غزة تخلق البيئة المثالية لانتشار الأمراض، محذرة من تدمير النظام الصحي وانعدام الأمن وإعاقة الوصول والنزوح المستمر للسكان ونقص الإمدادات الطبية وسوء نوعية المياه وضعف الصرف الصحي.

## الضربات الجوية

### أكتوبر
وفي أسبوع واحد فقط، ألقت إسرائيل أكثر من 6000 قنبلة على غزة. ووصفت الغارات الجوية الإسرائيلية بأنها قصف شامل و"عشوائي". وبحلول 16 أكتوبر، تسببت الغارات الجوية في مقتل 2750 شخصًا، من بينهم أكثر من 700 طفل، وإصابة ما يقرب من 10000 شخص. وفقد أكثر من 1000 شخصاً تحت الأنقاض. وفي 16 تشرين الأول/أكتوبر، دمرت الغارات الجوية الإسرائيلية مستودع إمدادات المساعدات الإنسانية التابع للأونروا. وفي اليوم نفسه، دمرت الغارات الجوية مقر الدفاع المدني الفلسطيني، وهو الهيئة المسؤولة عن خدمات الاستجابة للطوارئ، بما في ذلك مكافحة الحرائق والبحث والإنقاذ.
في 17 أكتوبر، شنت إسرائيل غارات جوية مكثفة على جنوب قطاع غزة، في مناطق طلبت من سكانها اللجوء إليها. أدت غارة جوية على مدرسة تابعة للأونروا إلى مقتل ستة أشخاص. وفي 18 تشرين الأول/أكتوبر، قصفت مدرسة أحمد عبد العزيز في خان يونس. وفي اليوم نفسه، ارتفع عدد القتلى في غزة إلى 3478. في 19 أكتوبر، قصفت غارة جوية إسرائيلية كنيسة القديس برفيريوس، عندما كان 500 شخص يحتمون بها. وقصفت إسرائيل المناطق في جنوب غزة التي أعلنتها "مناطق آمنة"، مما أثار مخاوف السكان من عدم وجود أي مكان آمن. في 19 أكتوبر، أعرب مسؤولون أمريكيون عن قلقهم إزاء التعليقات الإسرائيلية حول "حتمية وقوع خسائر في صفوف المدنيين"، بعد أن استخدمت القصف الذرّي على هيروشيما وناغازاكي كمقارنات تاريخية لحملتها في غزة. وفي 20 أكتوبر، واصلت إسرائيل قصف جنوب غزة. وقال المتحدث باسم الجيش الإسرائيلي نير دينار: "لا توجد مناطق آمنة". في 21 أكتوبر، كثفت إسرائيل غاراتها الجوية قبل الغزو البري المتوقع. وفي 22 تشرين الأول/أكتوبر، قصفت الطائرات الإسرائيلية المناطق المحيطة بمستشفيي الشفاء والقدس في ليلة وُصفت بأنها "الأكثر دموية" خلال الصراع. وفي 23 أكتوبر، قتلت الغارات الجوية 436 شخصًا في مخيم الشاطئ وجنوب خان يونس في ليلة واحدة فقط. في 26 أكتوبر، صرح رئيس الوزراء الإسرائيلي بنيامين نتنياهو أن إسرائيل "قضت بالفعل على آلاف الإرهابيين - وهذه ليست سوى البداية". في 27 أكتوبر، ذكرت منظمة الصحة العالمية أن أكثر من 1000 شخص مجهول الهوية دُفنوا تحت الأنقاض.
وبحلول 28 أكتوبر/تشرين الأول، قصفت القوات الجوية الإسرائيلية المباني السكنية دون أي إنذار مسبق، مما أسفر عن مقتل ما يقدر بنحو 50 شخصًا في الساعة. وفي 29 أكتوبر/تشرين الأول، قصف الجيش الإسرائيلي المنطقة المحيطة بمستشفى القدس. في 30 أكتوبر، قصفت إسرائيل مستشفى الصداقة التركي الفلسطيني. في 31 أكتوبر، وصفت الغارة الجوية على مخيم جباليا للاجئين بأنها "مذبحة".

### نوفمبر

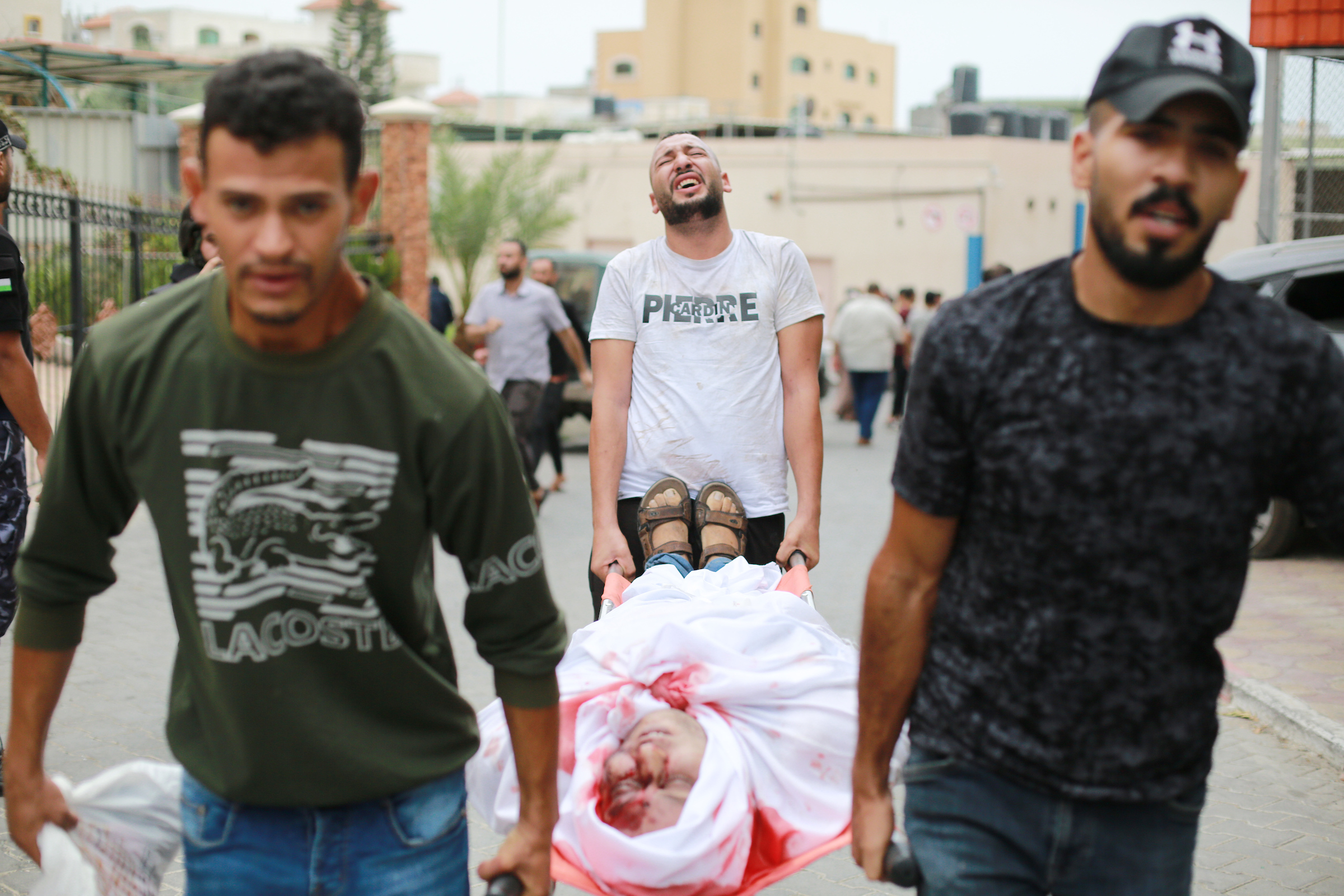
ضحية القصف الجوي الإسرائيلي في جباليا.

في 3 نوفمبر، ذكرت وزارة الصحة أن 1200 طفل دُفنوا تحت الأنقاض، وقُتل 136 مسعفًا، ودُمرت 25 سيارة إسعاف. وفي اليوم نفسه، قصفت إسرائيل قافلة طبية خارج مستشفى الشفاء. ادعى الجيش الإسرائيلي أن سيارة الإسعاف كانت تستخدم من قبل حماس، مما دفع الأستاذ في جامعة كوينز أردي إمسيس إلى القول بأن إسرائيل بحاجة إلى إثبات ادعائها. كما قصف الجيش الإسرائيلي مدرسة أسامة بن زيد. وفي 4 تشرين الثاني/نوفمبر، قصفت إسرائيل مدرسة الفاخورة، مما أسفر عن مقتل ما لا يقل عن خمسة عشر شخصًا. وأفاد الصحفيون أن إسرائيل استهدفت الألواح الشمسية والمولدات الشخصية. في 5 نوفمبر، قصفت إسرائيل جامعة الأزهر ودمرتها. وفي 6 نوفمبر/تشرين الثاني، قُتل ما لا يقل عن ثمانية أشخاص في غارات جوية على مجمع ناصر الطبي. في 8 نوفمبر، قصفت إسرائيل ودمرت مسجد خالد بن الوليد. وفي 12 تشرين الثاني/نوفمبر، استخدمت إسرائيل قنابل الزلازل على مجمع سكني في خان يونس، مما أسفر عن مقتل ما لا يقل عن ثلاثة عشر شخصًا. في 13 نوفمبر، أدت غارة جوية إسرائيلية على مخيم جباليا للاجئين إلى مقتل ثلاثين شخصًا، ولم يتمكن فريق الدفاع المدني في غزة من إنقاذ الجرحى من تحت الأنقاض بسبب نقص المعدات.
ووفقاً لمصادر إسرائيلية وغربية، قامت حماس بوضع منشآت عسكرية تحت المدارس والمستشفيات والمساجد في جميع أنحاء غزة (بما في ذلك مستشفى الشفاء والمستشفى الإندونيسي )، أو استخدمتها كغطاء لمقاتليها. بالنسبة إلى الغارديان، كانت هناك مؤشرات على استخدام حماس للمستشفيات والمدارس والمباني السكنية في وقت مبكر من عام 2014. وطعن في هذه الادعاءات، ووصفت بالكاذبة، من قبل منظمات مثل هيومن رايتس ووتش والأونروا والهلال الأحمر الفلسطيني. وانتقدت حكومة قطر عدم وجود أدلة ملموسة أو تحقيقات مستقلة، وقد اعترض عليها الطاقم الطبي الفلسطيني والدولي. وصرح مايكل لينك أن ادعاءات إسرائيل استخدمت لتحضير "الرأي العام للهجمات القادمة". وفي 15 تشرين الثاني/نوفمبر، تعرضت آخر مطحنة دقيق متبقية في غزة لقصف جوي إسرائيلي. في 17 نوفمبر، أفادت التقارير عن مقتل العشرات بعد غارة جوية على مدرسة الفلاح في حي الزيتون، جنوب مدينة غزة. وفي اليوم التالي، قُتل 26 شخصًا في غارة جوية على مبنى سكني في جنوب قطاع غزة. وأدت غارة على مدرسة الفاخورة إلى مقتل 50 شخصاً وكان الأفراد الصم والمكفوفين والمعاقين ذهنيًا معرضين خصوصًا لخطر الموت بسبب الغارات الجوية. وفي أعقاب أوامر الإخلاء التي أصدرتها إسرائيل للفلسطينيين بالفرار من شمال غزة، كثف الجيش الإسرائيلي هجماته على جنوب غزة. وفي 22 نوفمبر 2023 أعلن مسؤول السياسة الخارجية في الاتحاد الأوروبي، عن تدمير أكثر من 40% من المباني السكنية في قطاع غزة. وفي 30 نوفمبر 2023 وصفت (أونروا)، منطقة شمال قطاع غزة بأنها "مدينة أشباح"، محذرة من أن السكان يقتربون من "مجاعة" إذا استمرت الأوضاع بهذا التدهور.

### ديسمبر
وفي 4 ديسمبر 2023 أعلنت وزارة الصحة الفلسطينية أن أعداد القتلى والجرحى تتزايد كل لحظة وقالت: نريد توفير خروج آمن لآلاف الجرحى من قطاع غزة. وفي 5 ديسمبر 2023 قالت الصحة العالمية إن الوضع في القطاع يزداد سوءا كل ساعة مع تكثيف إسرائيل القصف على الجنوب حول مدينتي خان يونس ورفح. وفي 13 ديسمبر 2023، شددت منسقة الأمم المتحدة للشؤون الإنسانية في الأراضي الفلسطينية، على أن قطاع غزة يواجه كارثة صحية عامة بعد انهيار النظام الصحي.
يناير 2024
في 18 يناير 2024، قال مسؤول في منظمة الصحة العالمية، إن المستشفيات تواجه طوفانا من المرضى بينما تعمل بالحد الأدنى من الموظفين، والعديد منهم، مثل الغالبية العظمى من سكان غزة، نزحوا من منازلهم، مضيفًا أن الحاجة الأكثر إلحاحا في غزة "هي في الواقع وقف لإطلاق النار". وفي 23 يناير 2024، أفادت منظمة العفو الدولية، أن هناك مؤشرات تنذر بوقوع إبادة جماعية في قطاع غزة، منها مقتل أكثر من 25 ألف شخص في الهجمات الإسرائيلية. وفي 30 يناير 2024، أبدى مجلس الأمن التابع للأمم المتحدة اليوم قلقه في شأن "الوضع الإنساني الخطر والمتدهور على نحو سريع" في قطاع غزة، وحث جميع الأطراف على العمل مع منسقة الأمم المتحدة للشؤون الإنسانية وإعادة الإعمار غزة.
فبراير 2024
وفي 3 فبراير 2024، حذرت وكالة الأمم المتحدة لغوث وتشغيل اللاجئين الفلسطينيين (أونروا) من أن قطاع غزة يشهد كارثة غير مسبوقة، مع تواصل الحرب منذ نحو 4 أشهر، وقالت إن سكان القطاع "يموتون أمام أعين العالم". وفي 29 فبراير 2024 استهدفت قوات الجيش الإسرائيلي، مدنيين فلسطينيين أثناء انتظارهم شاحنات مساعدات بشمال قطاع غزة، ما أدى إلى سقوط عشرات الضحايا، وإصابة المئات.
أبريل 2024
وفي 1 أبريل 2024 قتلت غارة جوية إسرائيلية 7 من موظفي منظمة "وورلد سنترال كيتشن" في قطاع غزة يحملون جنسيات أستراليا وبولندا وبريطانيا وأميركا وكندا وفلسطين، لتعلن المنظمة وقف عملها في المنطقة لحين إشعار آخر. وفي 10 أبريل 2024 أعلنت حركة حماس أن غارة إسرائيلية قتلت 3 من أبناء رئيس المكتب السياسي للحركة إسماعيل هنية و3 من أحفاده، بقصف سيارة مدنية كانت تقلهم في مخيم الشاطئ بقطاع غزة.
مايو 2024
وفي 27 مايو 2024 أفادت مصار فلسطينية بمقتل ما لا يقل عن 40 شخصاً وإصابة آخرين، جراء استهداف غارات إسرائيلية خيام النازحين قرب مخازن وكالة الأونروا شمالي غرب رفح جنوب غزة.

## النزوح

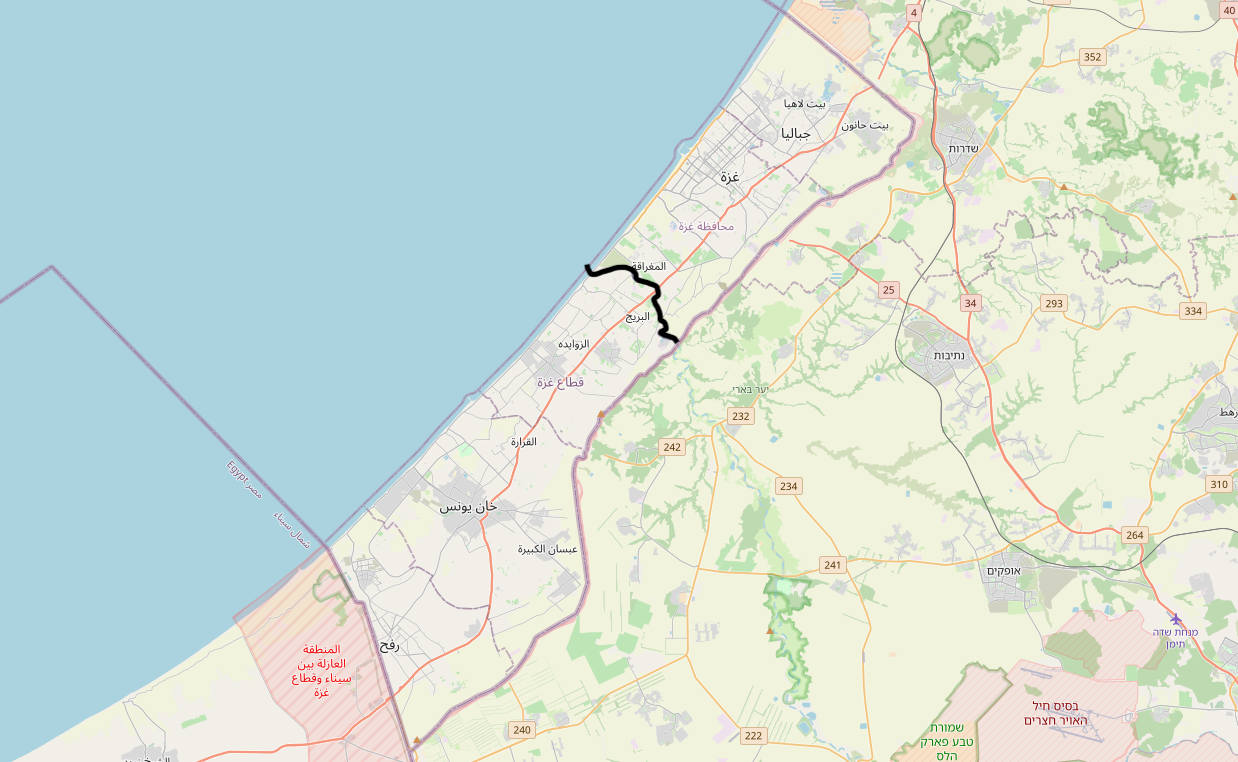
الخط باللون الأسود يمثل حدود الجيش الإسرائيلي في وادي غزة للإخلاء السكان من شمال قطاع غزة

وفي 10 أكتوبر، قالت الأمم المتحدة إن القتال أدى إلى نزوح أكثر من 423,000 فلسطيني، بينما دمرت الغارات الجوية الإسرائيلية 1,000 منزل وجعلت 560 وحدة سكنية غير صالحة للسكن. وبحلول 15 أكتوبر/تشرين الأول، كان ما يقدر بنحو مليون شخص في غزة قد نزحوا، والعديد منهم فروا من شمال غزة في أعقاب الإخلاء الذي فرضته إسرائيل. وبسبب استمرار القصف الإسرائيلي العنيف على جنوب غزة، عاد بعض لاجئي شمال غزة إلى مدينة غزة. وفي 19 تشرين الأول/أكتوبر، أفاد مكتب الأمم المتحدة للشؤون الإنسانية أن 98,000 منزل، أو منزل واحد من كل 4 منازل في غزة، قد دمر بسبب القصف الإسرائيلي. في 21 أكتوبر، ذكرت الأونروا أن 500.000 شخص كانوا يحتمون في مرافق الأمم المتحدة، وأن الظروف أصبحت "لا يمكن تحملها". وبحلول نهاية أكتوبر/تشرين الأول، ارتفع هذا العدد إلى أكثر من 670 ألف شخص. ولجأ كثيرون آخرون إلى المستشفيات. وبحلول 22 أكتوبر/تشرين الأول، أفاد مكتب الأمم المتحدة للشؤون الإنسانية أن 42% من المنازل في غزة قد دمرت. وبحلول 23 تشرين الأول/أكتوبر، أصبح ما يقدر بنحو 1.4 مليون شخص في غزة بلا مأوى. وفي 30 أكتوبر/تشرين الأول، أعلن الصليب الأحمر أن إعادة بناء المنازل والبنية التحتية المدمرة ستستغرق سنوات. وفي 2 تشرين الثاني/نوفمبر، ذكرت الأونروا أن 50 من مبانيها وأصولها تأثرت بالضربات الإسرائيلية، بما في ذلك أربعة ملاجئ. في 6 تشرين الثاني/نوفمبر، وصف صحفي قناة الجزيرة، هاني محمود، جنوب غزة بأنه معسكر اعتقال كبير. مع اشتداد القتال في مدينة غزة، أعلن الجيش الإسرائيلي عن نافذة يومية مدتها أربع ساعات للسكان للتحرك جنوبا، مما أدى إلى فرار الآلاف من المدينة. وفي 10 تشرين الثاني/نوفمبر، صرح متحدث باسم إسرائيل بأن 100,000 شخص فروا من شمال غزة في اليومين السابقين. وفي 11 نوفمبر، ذكرت اليونيسف أن آلاف الأطفال ما زالوا في شمال غزة، وأن حياتهم "معلقة بخيط رفيع".
وفي 12 نوفمبر/تشرين الثاني، ذكرت منظمة كير الدولية أن "الرحلة إلى الجنوب خطيرة وصعبة بشكل لا يصدق. والعديد من الذين نجحوا في ذلك قد مروا وشهدوا معاناة رهيبة". في 14 نوفمبر/تشرين الثاني، ذكرت منظمة هيومن رايتس ووتش أنه "لا يوجد طريق آمن يمكن الاعتماد عليه للإخلاء. وتؤكد صور الأقمار الصناعية الحرائق والعمليات العسكرية وحواجز الطرق على كل طريق يمكن تصوره". وفي 22 نوفمبر قالت اليونيسف إن غزة باتت المكان الأخطر بالعالم بالنسبة للأطفال وفي 7 ديسمبر 2023 ذكرت الأمم المتحدة بأن 1,9 مليون شخص، أي 85% من إجمالي سكان القطاع، نزحوا جراء الحرب التي أدت لتعرّض أكثر من نصف المساكن للدمار أو لأضرار. وفي 21 ديسمبر 2023، أعلنت الأمم المتحدة أن إسرائيل أمرت بإخلاء منطقة واسعة في خانيونس يعيش بها أكثر من ربع مليون شخص، لجأ إليها العديد من الفلسطينيين الذين شردتهم الحرب المستمرة منذ شهرين ونصف.
وفي 3 يناير 2024، جدد اليميني المتطرف إيتمار بن غفير، وزير الأمن القومي الإسرائيلي، الدعوة إلى "هجرة" الفلسطينيين من قطاع غزة بغض النظر عن رأي الولايات المتحدة التي دانت صدور مثل هذه المواقف. وفي 6 يناير 2024، أفاد المرصد الأورومتوسطي بأن أكثر من 1.9 مليون فلسطيني نزحوا من مناطق سكنهم في القطاع دون توفر أي ملجأ آمن لهم. وفي 25 يناير 2024، أكدت وكالة غوث وتشغيل اللاجئين الفلسطينيين (أونروا) أن الجيش الإسرائيلي أمر النازحين بمغادرة مركز الإيواء الواقع في خان يونس الذي تعرض لقصف مدفعي. وفي 21 فبراير 2024، أكدت منظمة "أطباء بلا حدود" أن حجم القوة الإسرائيلية المستخدمة بالمناطق المزدحمة بالنازحين "لا يقبله عقل"، كما لفتت إلى أن عمليات القتل الإسرائيلية الأخيرة تؤكد عدم جدية الوعود بالمناطق الآمنة وتثبت أنه لا مكان آمنا في قطاع غزة. وفي 26 فبراير 2024، أعلنت وكالة الأمم المتحدة لغوث وتشغيل اللاجئين الفلسطينيين (الأونروا)، أن 85% من سكان غزة قد نزحوا منذ بداية الحرب على القطاع.
وفي 12 أبريل 2024 حذر فيليبو جراندي مفوض الأمم المتحدة السامي لشؤون اللاجئين، من احتمال نزوح سكان قطاع غزة من مدينة رفح الحدودية إلى مصر هرباً من هجوم عسكري إسرائيلي متوقع، مؤكدا أن ذلك سيجعل حل الصراع الإسرائيلي الفلسطيني مستحيلاً وسيسبب "معضلة مروعة" للفارين. وفي 16 أبريل 2024 نقلت "رويتزز" عن بعض سكان شمال غزة أن كثير من العائلات التي عادت إلى بيت حانون وجباليا خلال الأسابيع الأخيرة بعد انسحاب القوات الإسرائيلية، بدأت بالخروج مرة أخرى بسبب الاجتياح الجديد حيث أمرت القوات الإسرائيلية كل العائلات في المدارس والبيوت بإخلاء الأماكن كما قام الجنود باعتقال عدد كبير من الرجال.
وفي 6 مايو 2024 أفادت محطة إذاعية إسرائيلية بأن القوات الإسرائيلية بدأت إجلاء المدنيين الفلسطينيين من منطقة رفح قبل هجوم محتمل، مشيرة إلى أن عملية الإخلاء قد تشمل نحو 100 ألف فلسطيني. وفي 9 مايو 2024 أفادت "الأونروا" بأن نحو 80 ألف فلسطيني نزحوا من رفح بجنوب غزة منذ 6 الشهر الجاري محذرة أنه لا مكان آمناً في القطاع بأكمله. وفي10  مايو 2024 أفادت الأونروا، عبر حسابها على منصة "إكس"، بارتفاع عدد النازحين من رفح جنوبي غزة إلى 110 آلاف، مشيرة إلى أنه مع اشتداد القصف الإسرائيلي يستمر التهجير القسري للفلسطينيين داخل القطاع. وفي11  مايو 2024 أعلن الجيش الإسرائيلي أن نحو 300 ألف فلسطيني نزحوا من المناطق الشرقية لمدينة رفح جنوبي غزة، منذ إصدار أوامر بإخلائها في 6 الشهر الجاري. وفي 14 مايو 2024 أعلنت وكالة الأونروا أن نحو 450 ألف فلسطيني نزحوا قسراً من رفح جنوبي غزة منذ نشرت إسرائيل أوامر الإخلاء في 6 الشهر الجاري.، من دون أن تحدد إلى أين توجهوا. وأشارت إلى استمرار العائلات بالفرار بحثاً عن الأمان ولكنهم يواجهون الإرهاق والجوع والخوف. وفي 17 مايو 2024 قالت وكالة الأونروا إن أكثر من 630 ألف فلسطيني أجبروا على النزوح من رفح منذ بدء الهجوم الإسرائيلي عليها في 6 الشهرالجاري. وفي 19 مايو 2024، صرّح  فيليب لازاريني المفوض العام لوكالة غوث وتشغيل اللاجئين الفلسطينيين "الأونروا"، أن 800 ألف شخص أصبحوا في الشوارع وباتوا بلا مأوى، بعد أن تم إجبارهم على الفرار مرة أخرى منذ أن قامت القوات الإسرائيلية بالعملية العسكرية في المنطقة منذ تاريخ 6 مايو 2024. وفي 28 مايو 2024 قالت وكالة الأونروا: إن الأسابيع الثلاثة الأخيرة شهدت فرار نحو مليون شخص من رفح رغم عدم وجود مكان آمن يمكن الذهاب إليه.
وفي 2 يوليو 2024 قالت منسقة الأمم المتحدة للشؤون الإنسانية في غزة إن 1.9 مليون شخص هم اليوم نازحون في القطاع ويبحثون يائسين عن المأوى والأمان.